# Heinz Rall
Heinz Rall (Stoccarda, 28 settembre 1920 – Güglingen, 29 agosto 2006) è stato un architetto tedesco.
A partire dagli anni cinquanta progettò ventidue chiese evangeliche e centri religiosi socioculturali, oltre a numerose costruzioni civili, fra cui edifici pubblici, edifici ad uso commerciale, centri commerciali, siti dedicati allo sport, palazzi con uffici ed immobili ad uso abitativo.
In qualità di perito edile comunale, negli anni settanta ed ottanta avviò il risanamento del centro storico della città di Güglingen, accelerandolo sotto la sua responsabilità.
A tale scopo, insieme alla moglie Ursula Stock, si adoperò per l'installazione negli spazi cittadini di opere d'arte antiche e moderne, cui fornirono il proprio contributo numerosi artisti contemporanei. Fondò l'associazione amici dell'arte Bürgerstiftung Kunst für Güglingen e rese possibile l'organizzazione del Römermuseum di Güglingen. Fu inoltre autore di scritti specializzati sull'architettura sacra e sull'arte negli spazi pubblici, e contribuì come fotografo ai cataloghi delle opere della moglie Ursula Stock, scultrice e pittrice.

## Biografia
Insieme alla sorella maggiore era figlio di Christian Heinrich Rall (1888–1967) e Marie Hermine Rall nata Hildebrandt (1888–1955). Frequentò il liceo Schickhardt a Stoccarda e riuscì a diplomarsi prima di essere reclutato dalla Wehrmacht il 1º ottobre 1939.

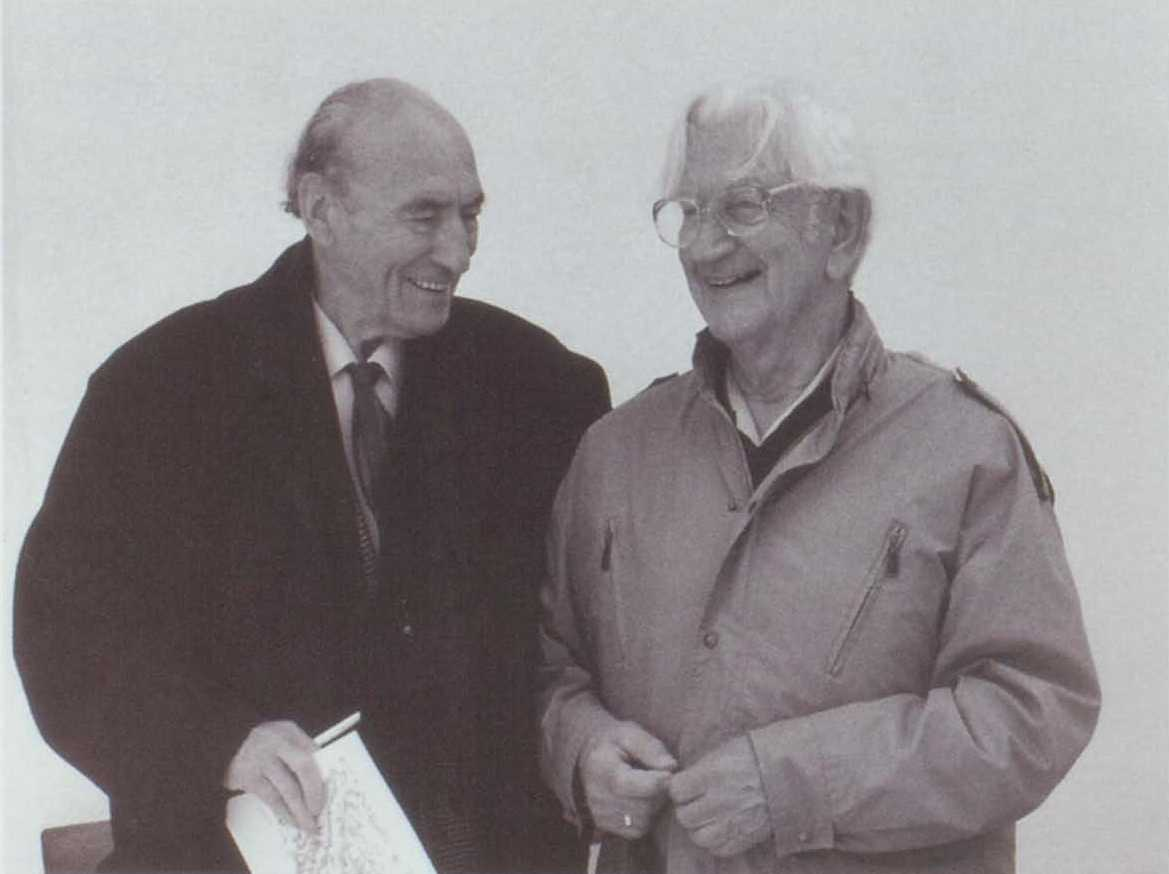
Heinz Rall (a sinistra) e Hans Röper, 2004

 Dopo un periodo di addestramento, dal 1942 fino al termine della seconda guerra mondiale fu pilota dell'aviazione militare tedesca. I propri ricordi di guerra, insieme a quelli del suo compagno di scuola Hans Röper che gli era stato assegnato come navigatore, trovarono espressione nel volume Vorgestern über dem tunesischen Bergland abgeschossen
Dopo la guerra Rall tornò a vivere a Stoccarda. Dal 1947 al 1953 studiò architettura presso la Technische Hochschule locale insieme a Hans Röper, laureandosi come architetto, mentre l'amico divenne ingegnere. I loro docenti furono gli architetti ed accademici Hans Volkart (1895-1965) e Rolf Gutbrod (1910-1999). Dal 1950, mentre ancora studiavano, i due compagni lavorarono nello studio di Volkart, in cui Rall collaborò alla progettazione della scuola elementare di Marbach am Neckar.
Nel 1953 Heinz Rall iniziò ad esercitare la libera professione e fondò uno studio di architettura insieme a Röper. Da questa collaborazione, che durò fino al 1960, venne generata la progettazione di sei chiese e del palazzetto per manifestazioni culturali di Marbach am Neckar. Nel 1960 Rall fondò a Stoccarda lo studio Rall e Partner, da cui scaturirono molti ulteriori progetti di edifici religiosi e civili.
In fase di ristrutturazione della chiesa Mauritiuskirche a Güglingen, tra il 1976 ed il 1977, l'architetto Rall si rese conto del decadimento del centro cittadino e si adoperò per porvi rimedio, dirigendone i lavori di risanamento negli anni successivi.

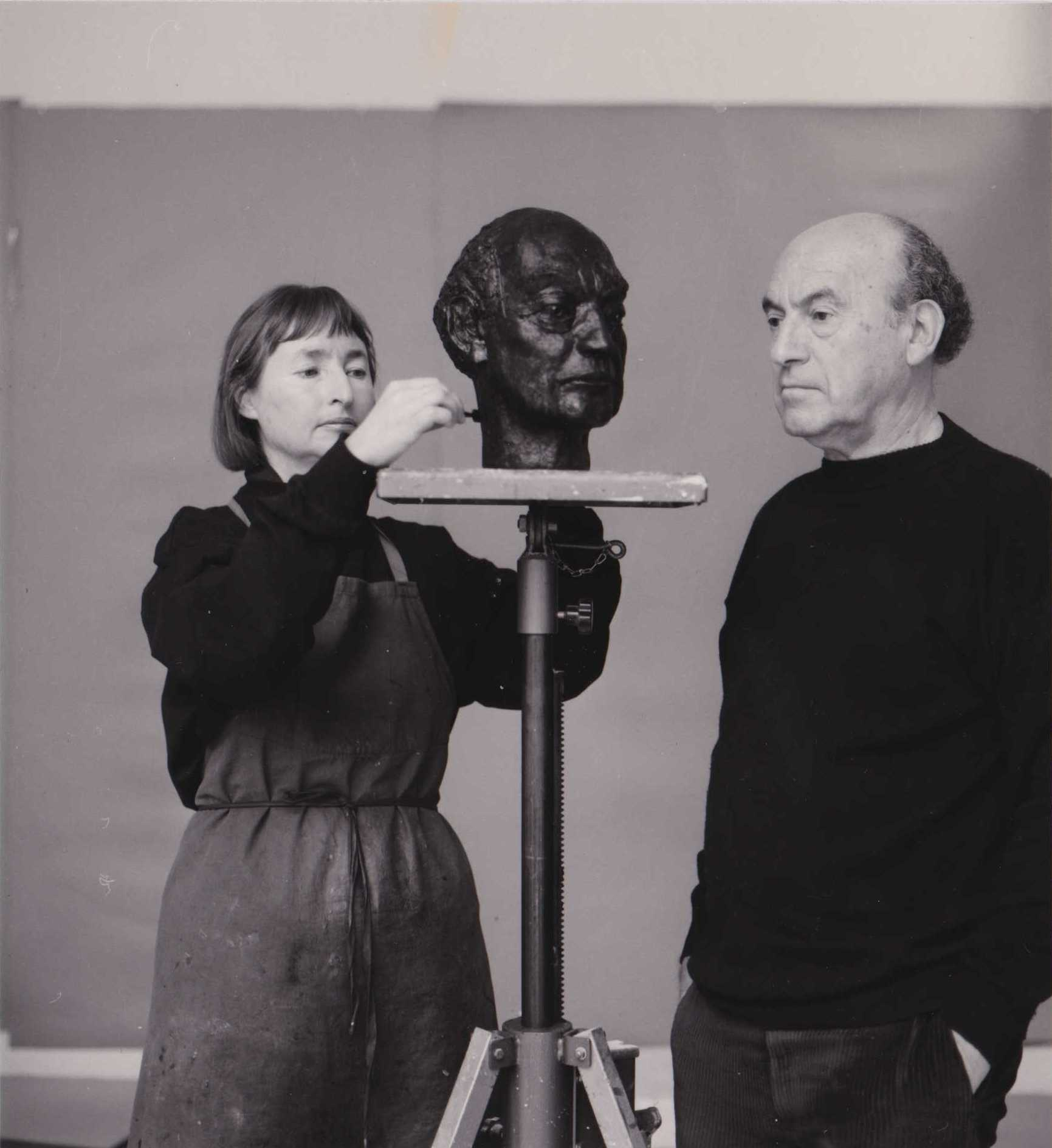
Heinz Rall mentre viene ritratto dalla moglie Ursula Stock, 1990

Nel 1977 iniziò la collaborazione con Ursula Stock, la pittrice e scultrice che in seguito valorizzò con le proprie opere gli spazi pubblici di Güglingen e che sollecitò insieme a Rall l'allestimento dei siti cittadini con numerosi contributi di artisti contemporanei.
Oltre a collaborare, Heinz Rall ed Ursula Stock furono compagni di vita; nel 1987 si trasferirono presso l'appartamento-studio che l'architetto aveva progettato a Güglingen in Stockheimer Straße 47; si sposarono nel 1999.
Accanto alla propria attività professionale, quale cittadino di Güglingen l'architetto Rall si dedicò anche all'arte negli spazi comunali. Nel 1981 fondò l'associazione amici dell'arte Bürgerstiftung Kunst für Güglingen con lo scopo di incrementare la collezione di opere d'arte e con essa il prestigio della città, rivendicandone lo stato di città d'arte. In seguito, attraverso una generosa donazione e la progettazione gratuita della ristrutturazione dell'antico municipio, l'architetto rese possibile la creazione del Römermuseums di Güglingen, che venne inaugurato soltanto dopo la sua morte.
Nel 1988 Rall contribuì in maniera determinante alla ricostruzione della moderna Güglinger Palmtuch, ossia la Tela della Passione di Güglingen, composta attraverso l'assemblaggio di quaranta dipinti di artisti diversi, fra i quali Ursula Stock, ed appesa alla parete settentrionale della Mauritiuskirche di Güglingen, l'antica chiesa di cui l'architetto aveva curato il restauro qualche anno prima.
Heinz Rall morì a Güglingen il 29 agosto 2006, quando stava quasi per compiere 86 anni. Il sepolcro nel cimitero di Güglingen venne progettato dalla moglie e realizzato dallo scultore tedesco Jörg Failmezger.
Metà della casa-studio che l'architetto e la moglie possedevano in comune venne donata alla Fondazione Baden-Württemberg, una società a responsabilità limitata creata nel 1977 a Stoccarda con lo scopo di incentivare i giovani talenti di arti visive, musica e letteratura. In occasione di quello che avrebbe potuto essere il novantesimo compleanno del marito, Ursula Stock nel 2010 organizzò nel municipio di Güglingen una mostra commemorativa in cui venne esposta una rassegna dei lavori di Heinz Rall.

## Bürgerstiftung Kunst für Güglingen
Nel 1981 l'architetto Rall fondò l'associazione amici dell'arte Bürgerstiftung Kunst für Güglingen, ossia l' "Istituzione civica artistica per Güglingen". Il sindaco Manfred Volk ed il parroco della Mauritiuskirche Werner Marquardt erano fra i soci fondatori, gli stessi che si erano impegnati a sostegno dell'arte nella città insieme a Heinz Rall. Scopo dell'associazione era l'ampliamento delle collezioni di opere d'arte del comune e, di conseguenza, il sostegno della reputazione di Güglingen come città d'arte. Tale è l'obiettivo dei cittadini: avvicinarsi all'arte e favorire il contatto con gli artisti contemporanei. Dal 1989 l'associazione organizzò annualmente presso il palazzo comunale di Güglingen delle esposizioni durante le quali spesso venivano effettuati acquisti per la città stessa.
Heinz Rall fu socio anche del Bund Deutscher Architekten (BDA), l'Associazione degli Architetti Tedeschi, della Kunststiftung Baden-Württemberg, Fondazione dell'Arte del Baden-Württemberg, che vide nascere, e membro della presidenza del Verein für Kirche und Kunst, l'Associazione per la Chiesa e l'Arte, fin dal 1962.

## Opere

### Edifici sacri

#### Teoria[12]
Al congresso dell'architettura sacra evangelica di Stoccarda (Evangelischen Kirchenbautagung Stuttgart) nel 1959, Heinz Rall tenne una relazione di principio in cui espose la propria concezione dell'architettura sacra contemporanea. A parer suo «la chiesa nel nuovo complesso residenziale cittadino [era] ... senza dubbio l'impegno più importante di architettura sacra del nostro tempo». In un'altra occasione espresse i propri principi sull'architettura sacra, «una delle sfide più belle ma anche più controverse per un architetto».
L'architetto Rall formulò per punti le seguenti tesi sull'architettura sacra moderna:
- affinché la chiesa sia il fulcro dei quartieri residenziali, quale frutto di un importante lavoro artistico collettivo finalizzato alla risistemazione,[13] la sua collocazione e la sua integrazione urbanistica devono rispecchiare tale punto focale.
- Per motivi economici un progetto di costruzione si può mettere in pratica per lo più in diverse fasi, le quali tuttavia devono assolutamente essere basate su di una progettazione d'insieme.
- Anziché postulare un «unico metodo valido»[15] per la forma esterna ed interna di una chiesa, l'architetto si adoperò per la «molteplicità delle soluzioni».[15]
- Gli spazi della chiesa dovrebbero essere «spazi di quiete e protezione»,[15] perciò un architetto dovrebbe astenersi dalla pura ricerca dell'effetto.
- L'architetto Rall contestò la tendenza dell'epoca a trasformare le chiese in spazi polivalenti e ad includervi spazi per la comunità parrocchiale. Questi, a differenza degli spazi sacri, in alcun modo dovrebbero simulare l'atmosfera religiosa o addirittura sacrale.[16]
- L'ornamento artistico di una chiesa necessitava particolare attenzione da parte della comunità parrocchiale e di un architetto.

#### Edifici[17]

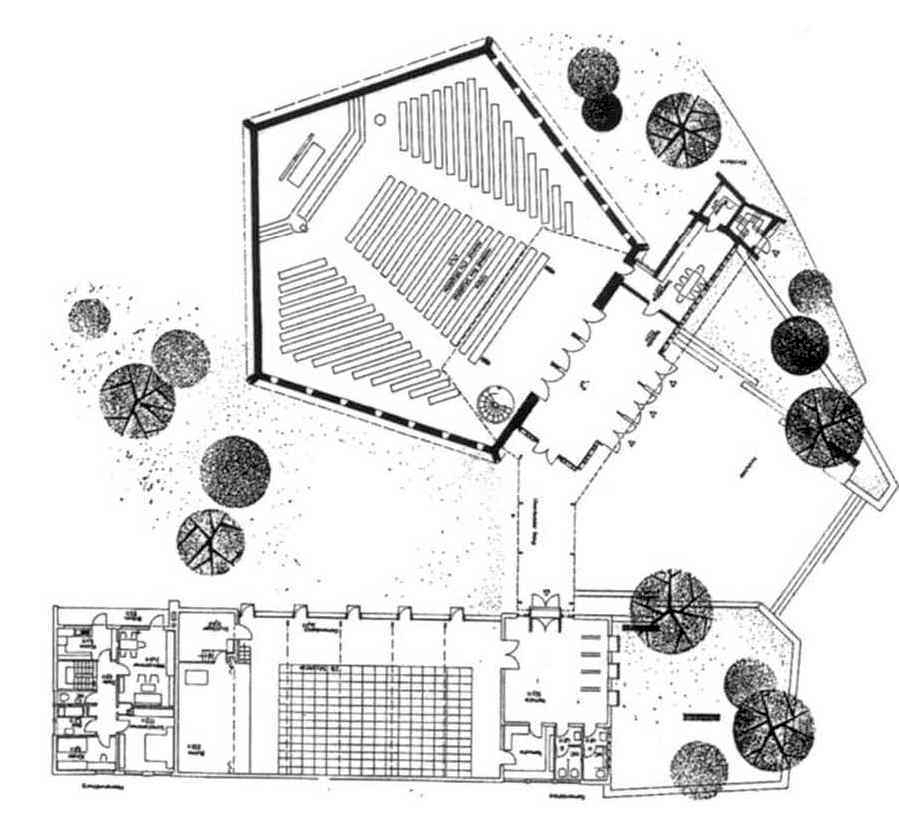
Pianta della chiesa evangelica di Cristo, Sindelfingen; progettata da Heinz Rall e Hans Röper, 1959

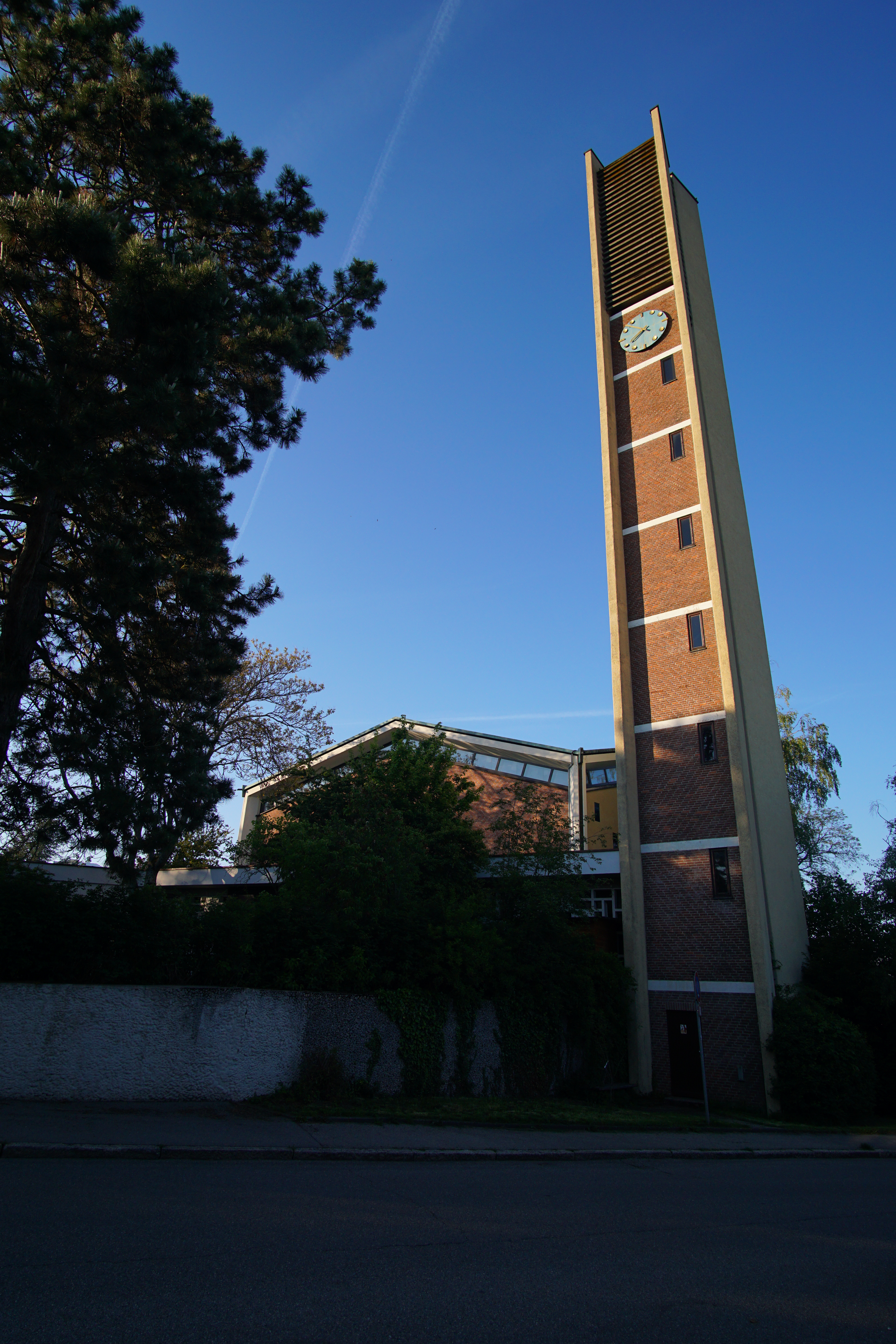
Chiesa evangelica di Cristo, Sindelfingen; Heinz Rall e Hans Röper, 1959

Dopo la costruzione di alcuni edifici civili, fra cui il palazzetto per manifestazioni culturali a Marbach am Neckar (1956-1957), lo studio Rall e Röper nel 1956 vinse l'appalto per l'edificazione della chiesa evangelica di Cristo di Sindelfingen, che venne inaugurata nel 1959. Attraverso questa chiesa l'architetto Rall poté realizzare per la prima volta «ogni idea di base che aveva formulato per l'edilizia sacra attuale». Lo scheletro della costruzione in calcestruzzo, dotato di uno spazio centrale pentagonale sovrastato dalla copertura a rombi e dalla torre campanaria, fu edificato su di un terreno rialzato visibile da lontano fra due zone residenziali: una posizione che, distante dal traffico rumoroso del centro abitato, già di per sé sottolinea e soddisfa il compito assegnatole. All'interno, la disposizione concentrica delle panche indirizza lo sguardo verso il crocefisso centrale nella zona intorno all'altare, ma consente anche la vista degli altri fedeli. Lo spazio interno tenuto semplicemente viene plasmato dalle pareti di mattoni e dal soffitto in legno spiovente a forma di tendone. Pareti traforate alle spalle dei fedeli dirigono la luce principale verso l'altare, mentre una serie circolare di finestre all'attaccatura del soffitto diffonde tutt'intorno luce soffusa.
Dal 1959 al 1977 l'architetto Rall (prima insieme all'amico Röper, in seguito con lo studio Rall e Partner) progettò ventidue chiese evangeliche, specialmente nel Württemberg, alternate a collaborazioni di altro genere. A Güglingen e Leutkirch vennero ristrutturate chiese già esistenti, che per il resto erano nuove costruzioni. Per due ulteriori progetti di centri socioculturali, rispettivamente l'Evangelisches Gemeindezentrum Brücke a Schwäbisch Gmünd e l'Evangelische Thomaskirche ad Osnabrück, Rall realizzò soltanto il lotto dei lavori. Ai progetti di architettura sacra collaborarono di volta in volta Helmut Wurm, Bernhard Münch, Fritz Wilhelm, Christian Deplewski, G. Doose, Erwin Riexinger, Hardo Achterberg, G. Fischer, Horst Fischer, Gerhard F. Holzheid e Mathias Kotz.

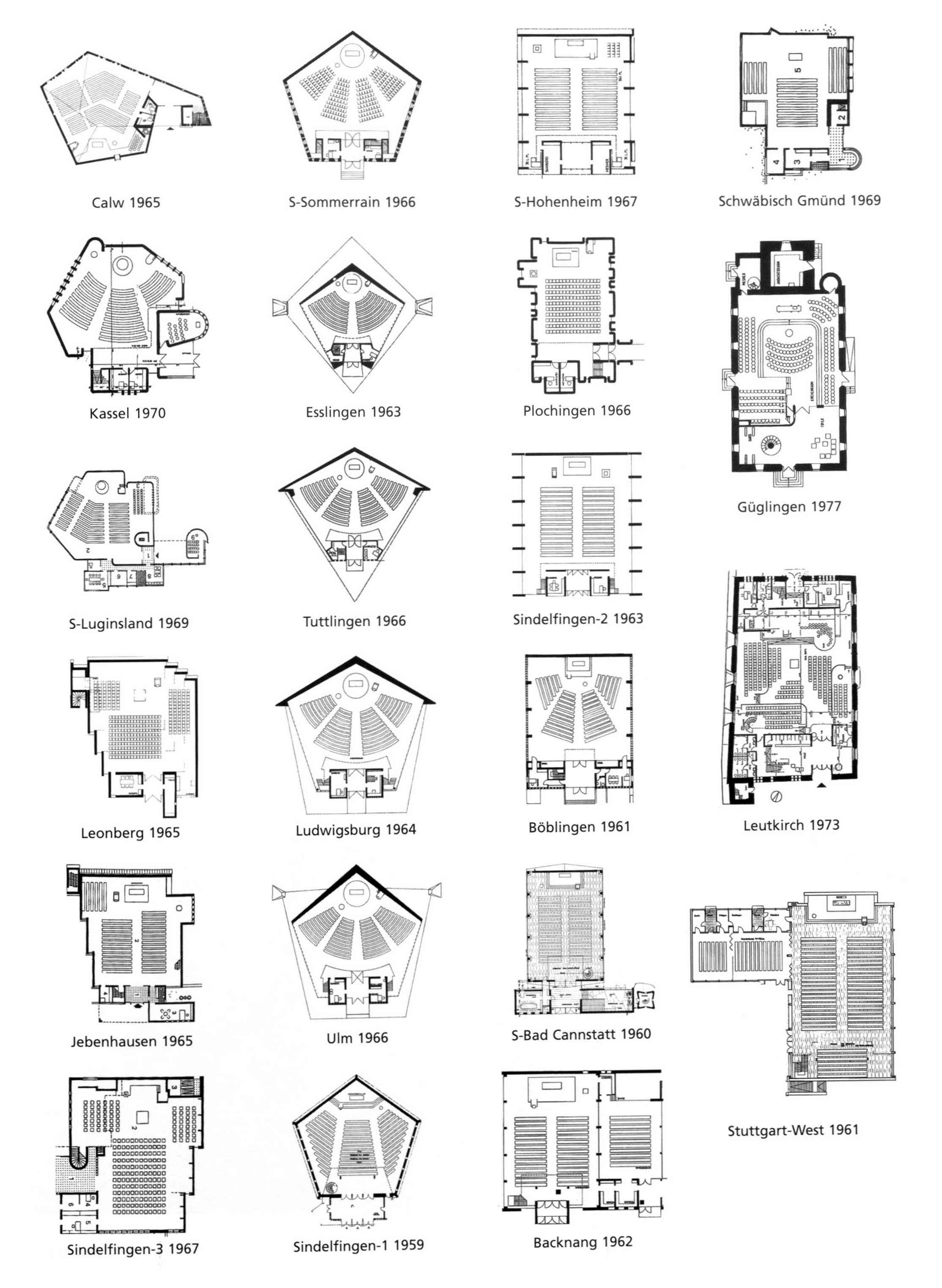
Tipologia delle piante delle 22 chiese evangeliche progettate da Heinz Rall fra il 1959 ed il 1977

Dopo l'esempio della prima chiesa a Sindelfingen, l'architetto ed i suoi collaboratori progettarono ulteriori chiese a pianta pentagonale, senza privilegiare alcun lato, mentre altre vennero edificate su piante definite, alcune a forma di aquilone, la maggior parte a pianta rettangolare. La disposizione concentrica dei banchi venne adottata per le chiese con la pianta a forma di aquilone, mentre per quelle a pianta rettangolare soltanto in un unico caso. Nella zona dell'altare, senza divisione di spazi rispetto ai fedeli, venivano disposti il pulpito, l'altare e il fonte battesimale; all'entrata della chiesa erano collocati principalmente la sagrestia e l'organo sul matroneo. Il campanile talvolta venne connesso organicamente allo spazio della chiesa, spesso tuttavia separato dal volume dell'edificio o addirittura nettamente distaccato. Le torri variarono nella realizzazione di colonne quadrangolari dal massiccio al filigranato, eleganti, aghiformi, di volta in volta alleggerite da perforazioni o perfino ridotte all'essenziale. I tetti assunsero una molteplicità di forme: piani, con uno o due spioventi, a padiglione o piramidali, talvolta con superfici asimmetriche.
L'architetto Rall dedicò particolare attenzione all'illuminazione, soffusa ma di grande effetto, per conferire allo spazio della chiesa un'atmosfera solenne, che favorisse il raccoglimento ed il senso di protezione. Per la costruzione delle sue chiese predilesse, accanto all'irrinunciabile calcestruzzo, materiali naturali come l'ardesia, la pietra naturale, il laterizio ed il legno.
All'architetto Rall stava molto a cuore la connessione fra chiesa ed arte. Coinvolse 24 artisti contemporanei per l'allestimento delle sue chiese, principalmente per le vetrate, la realizzazione dei portali ed il progetto del crocefisso centrale.
Heinz Rall è considerato uno degli importanti esponenti di architettura sacra della Germania sudoccidentale, come dimostrano le numerose recensioni di letteratura specializzata sulle sue chiese. Nell'esposizione Edifici in Germania (Bauen in Deutschland) 1945-1962, che ebbe luogo ad Amburgo nel 1963 grazie alla Associazione degli Architetti tedeschi (Bund Deutscher Architekten - BDA), la sua chiesa Paul-Gerhardt-Kirche a Böblingen venne presentata come una delle nove chiese rappresentative del dopoguerra.
Dal 1977 l'architetto Rall si dedicò interamente al risanamento del centro di Güglingen, di modo che non sorsero altre chiese.

#### Elenco delle chiese
| Anno di costruzione o di inaugurazione | Link all'immagine (ove disponibile)      | Descrizione | Luogo                                        |  |
| -------------------------------------- | ---------------------------------------- | --- | -------------------------------------------- |  |
| 1959                                   | Evangelische Christuskirche              | Architetti: Heinz Rall e Hans Röper. Collaboratori: Erwin Riexinger.                                                          | Sindelfingen, Vordere Halde 21               |  |
| 1960                                   | Evangelische Stephanuskirche             | Architetti: Heinz Rall e Hans Röper. Collaboratore: Helmut Wurm.                                                              | Stoccarda-Bad Cannstatt, Burckhardtstraße 75 |  |
| 1961                                   | Evangelische Paul-Gerhardt-Kirche        | Architetti: Heinz Rall e Hans Röper. Collaboratori: Helmut Wurm, Walter Mönch.                                                | Böblingen                                    |  |
| 1961                                   | Evangelische Pauluskirche                | Architetti: Heinz Rall e Hans Röper. Collaboratori: Helmut Wurm, Walter Mönch.                                                | Stoccarda-West, Seyfferstraße 61             |  |
| 1962                                   | Evangelische Matthäuskirche              | Architetti: Heinz Rall e Hans Röper. Collaboratori: Walter Mönch, Erwin Riexinger.                                            | Backnang                                     |  |
| 1963                                   | Evangelische Christuskirche              | Architetto: Heinz Rall. Collaboratore: Helmut Wurm.                                                                           | Esslingen-Zollberg, Neuffenstraße 18         |  |
| 1963                                   | Evangelische Johanneskirche              | Architetti: Rall e Partner. Collaboratore: Helmut Wurm.                                                                       | Sindelfingen, Rechbergstraße 1               |  |
| 1964                                   | Evangelische Kreuzkirche                 | Architetto: Heinz Rall. Collaboratore: Helmut Wurm.                                                                           | Ludwigsburg-Schlösslesfeld, Brahmsweg 31     |  |
| 1965                                   | Evangelische Versöhnungskirche           | Architetto: Heinz Rall. Collaboratori: Fritz Wilhelm, Helmut Wurm.                                                            | Calw-Heumaden, Christian-Barth-Straße 1      |  |
| 1965                                   | Evangelische Andreä-Kirche               | Architetto: Heinz Rall. Collaboratore: Bernhard Münch.                                                                        | Göppingen-Jebenhausen, Herdweg 36            |  |
| 1965                                   | Evangelische Versöhnungskirche           | Architetto: Heinz Rall. Collaboratori: Fritz Wilhelm, Horst Fischer.                                                          | Leonberg-Ramtel, Am Bockberg 2               |  |
| 1965                                   | Evangelische Thomaskirche                | Architetto: Heinz Rall. Collaboratore: Bernhard Münch.                                                                        | Osnabrück, In der Dodesheide 46              |  |
| 1966                                   | Evangelische Paul-Gerhardt-Kirche        | Architetto: Heinz Rall. Collaboratori: G. Doose, Bernhard Münch, Helmut Wurm.                                                 | Plochingen-Stumpenhof, Teckplatz             |  |
| 1966                                   | Evangelisches Gemeindezentrum Sommerrain | Architetto: Heinz Rall. Collaboratori: Helmut Wurm, Hardo Achterberg.                                                         | Stoccarda-Bad Cannstatt, Mimosenweg 22       |  |
| 1966                                   | Evangelische Auferstehungskirche         | Architetto: Heinz Rall. Collaboratori: Bernhard Münch, Helmut Wurm.                                                           | Tuttlingen, Auf dem Schildrain 16            |  |
| 1966                                   | Evangelische Auferstehungskirche         | Architetto: Heinz Rall. Collaboratori: Bernhard Münch, Helmut Wurm.                                                           | Ulma-Böfingen, Haslacher Weg 60              |  |
| 1967                                   | Evangelische Versöhnungskirche           | Architetto: Heinz Rall. Collaboratori: Fritz Wilhelm, G. Fischer.                                                             | Sindelfingen-Goldberg, Goldbergstraße 33     |  |
| 1967                                   | Evangelisches Gemeindezentrum            | Architetto: Heinz Rall. Collaboratori: Bernhard Münch, Helmut Wurm.                                                           | Stoccarda-Hohenheim, Steckfeldstraße 24      |  |
| 1969                                   | Evangelisches Gemeindezentrum Brücke     | Architetto: Heinz Rall. Collaboratori: Bernhard Münch, Helmut Wurm.                                                           | Schwäbisch Gmünd, Eutighofer Straße          |  |
| 1969                                   | Evangelische Gartenstadtkirche           | Architetto: Heinz Rall. Collaboratori: G. Doose, Helmut Wurm.                                                                 | Stoccarda-Luginsland, Barbarossastraße 52    |  |
| 1970                                   | Evangelische Auferstehungskirche         | | Arnoldstein (Kärnten)                        |  |
| 1970                                   | Evangelische Lutherkirche                | Architetto: Heinz Rall. Collaboratore: Bernhard Münch.                                                                        | Kassel, Lutherplatz 6                        |  |
| 1973                                   | Evangelische Dreifaltigkeitskirche       | Restauro. Architetto: Heinz Rall. Collaboratori: Bernhard Münch, Christian Deplewski.                                         | Leutkirch                                    |  |
| 1977                                   | Evangelische Mauritiuskirche             | Restauro e rinnovamento. Architetti: Rall e Partner. Collaboratori: Bernhard Münch, Gerhard F. Holzheid, Christian Deplewski. | Güglingen, Marktplatz 7                      |  |
| 1985                                   | Aussegnungshalle                         | Architetto: Heinz Rall. Collaboratori: Bernhard Münch, Mathias Kotz.                                                          | Güglingen                                    |  |

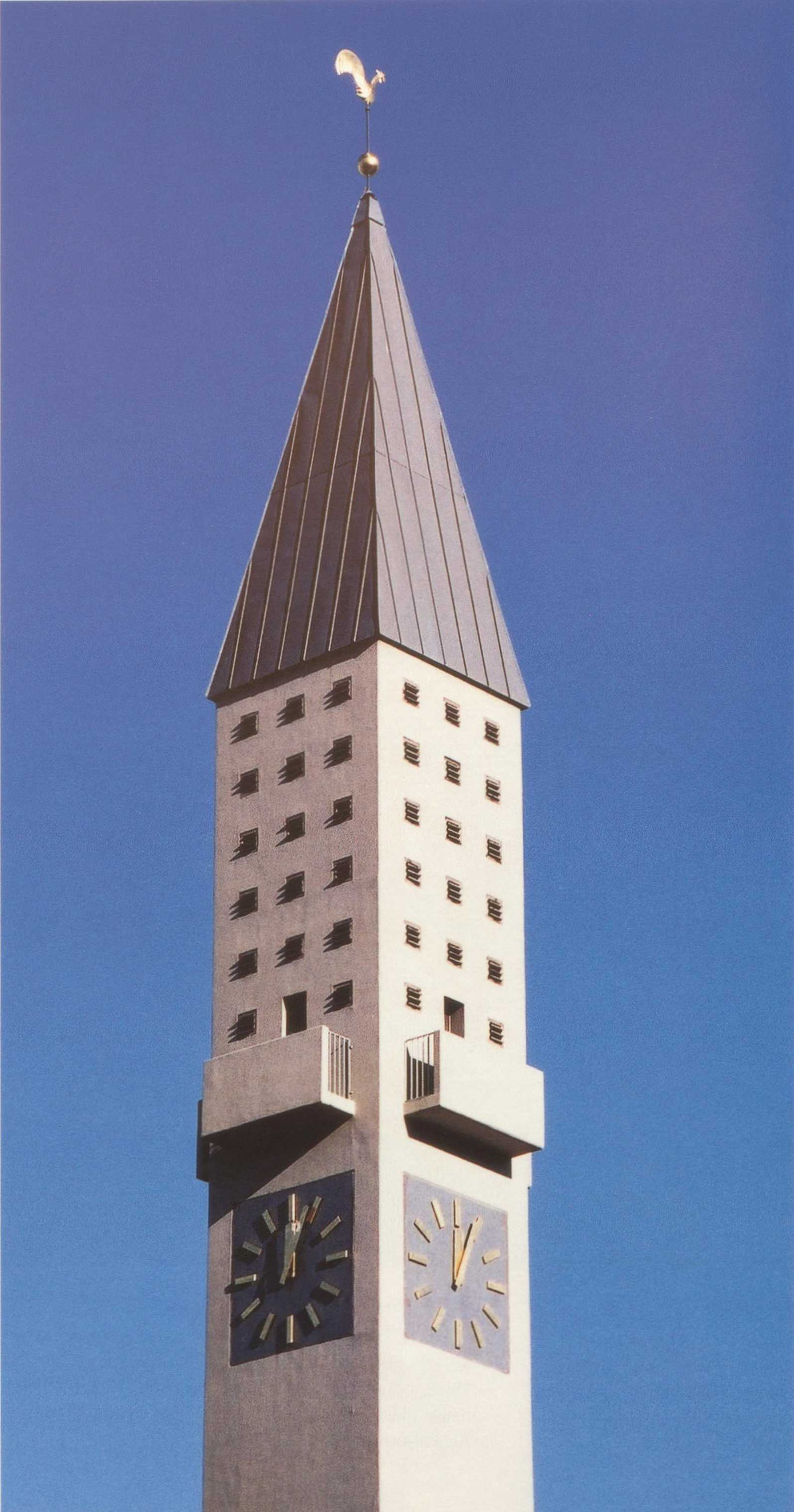
Paul-Gerhardt-Kirche, Böblingen, 1961.
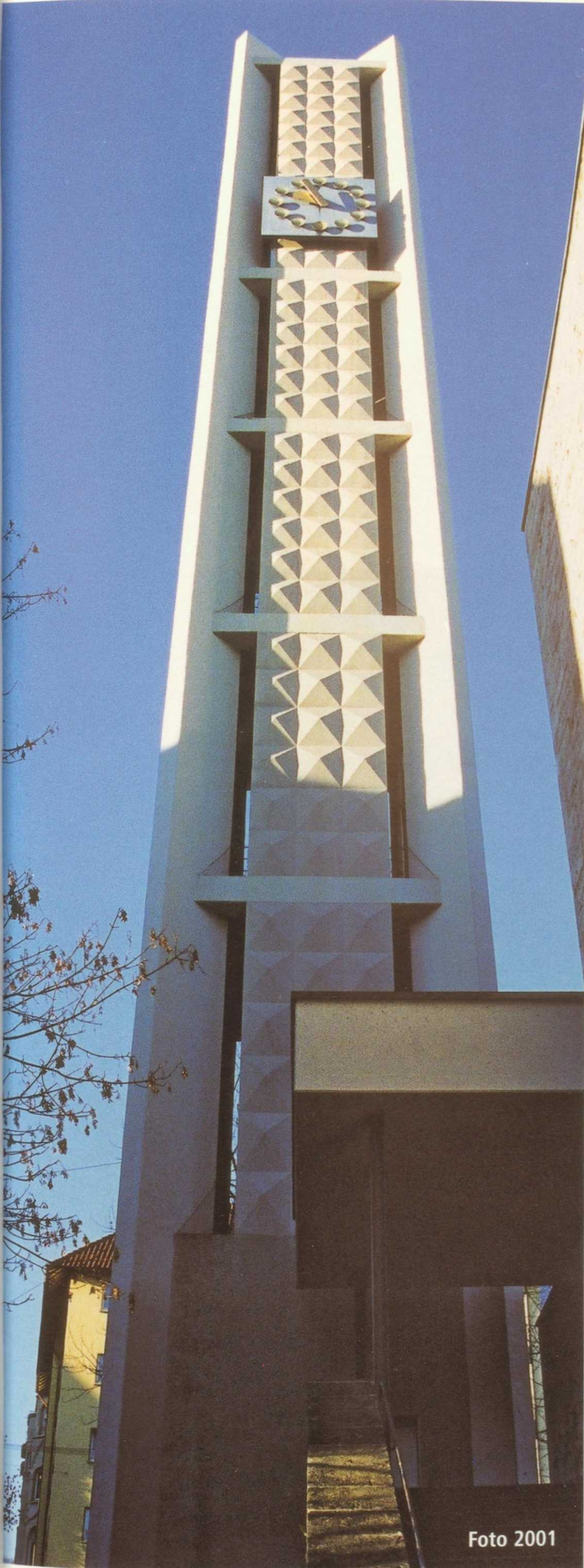
Pauluskirche, Stoccarda, 1961.
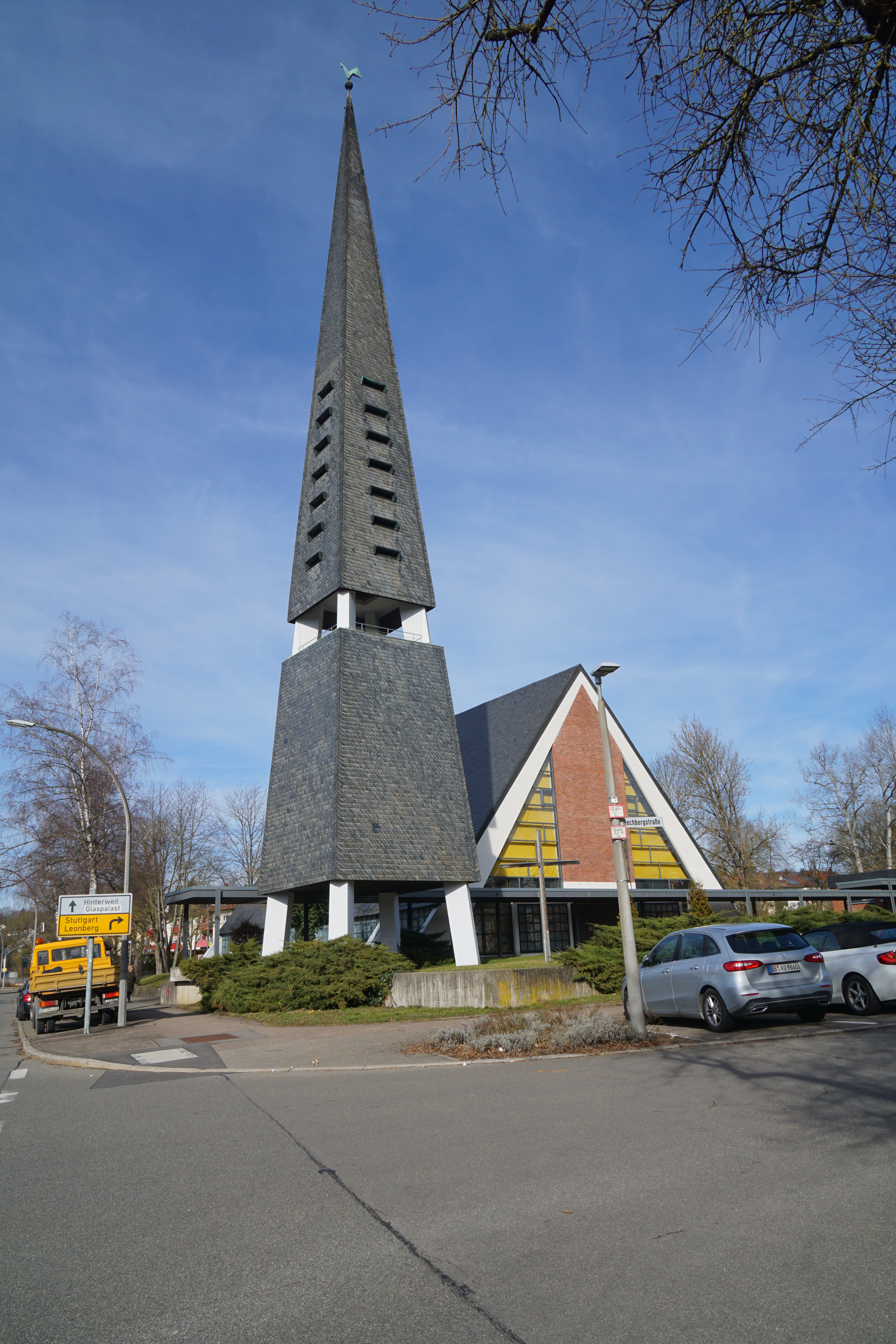
Johanneskirche Sindelfingen, Rechbergstraße
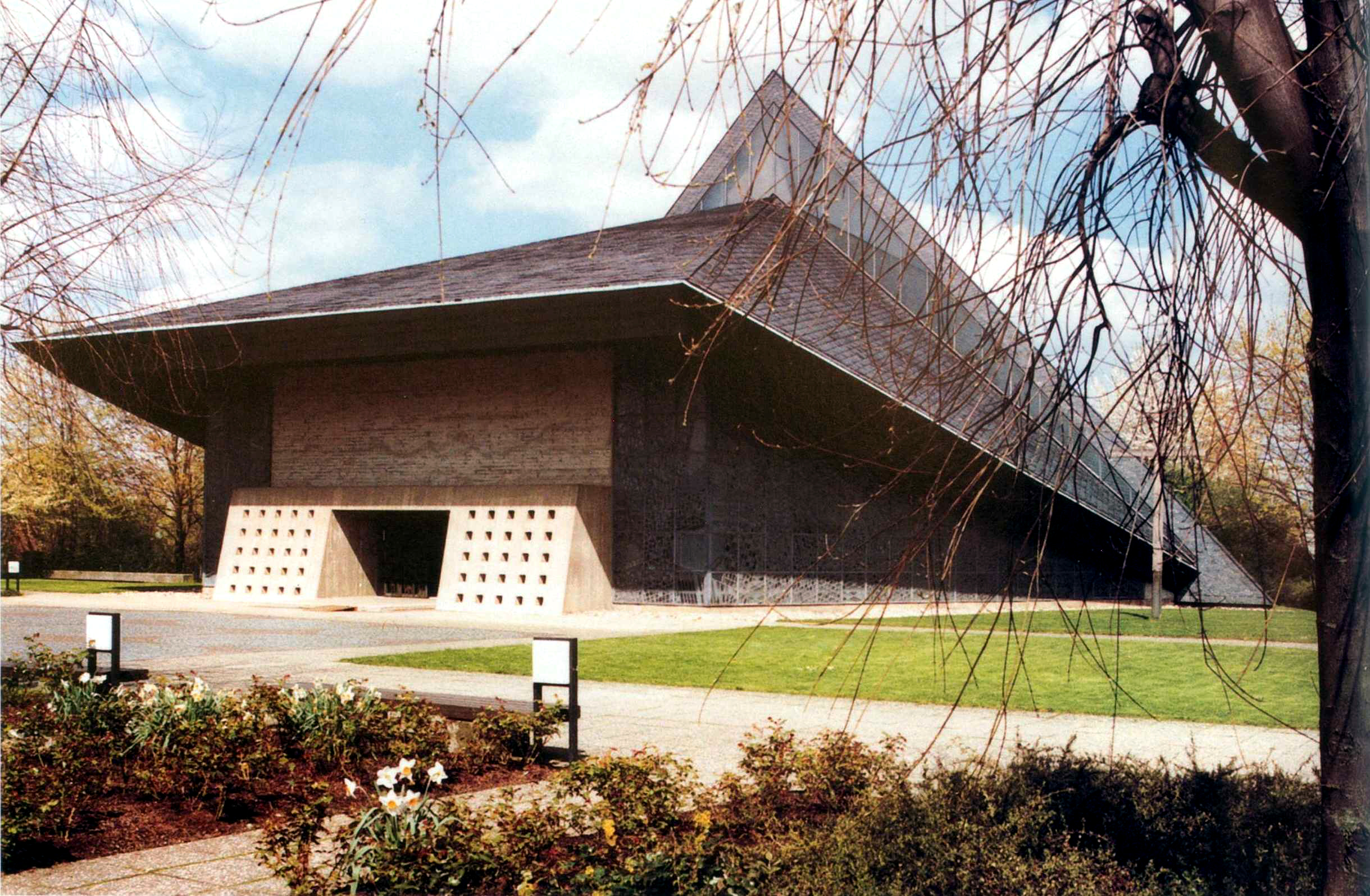
Kreuzkirche, Ludwigsburg-Schlösslesfeld, 1964.
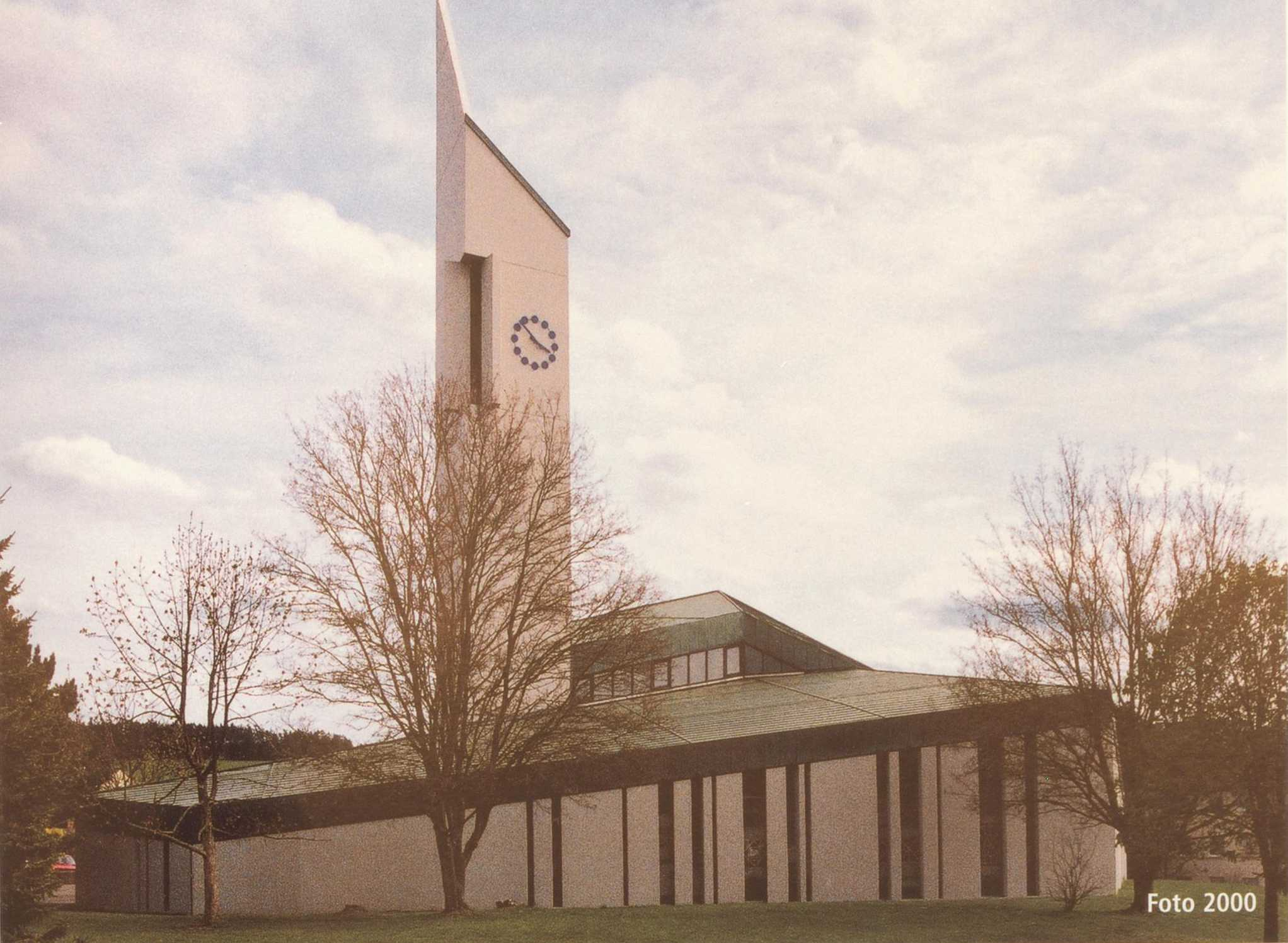
Versöhnungskirche, Calw-Heumaden, 1965.
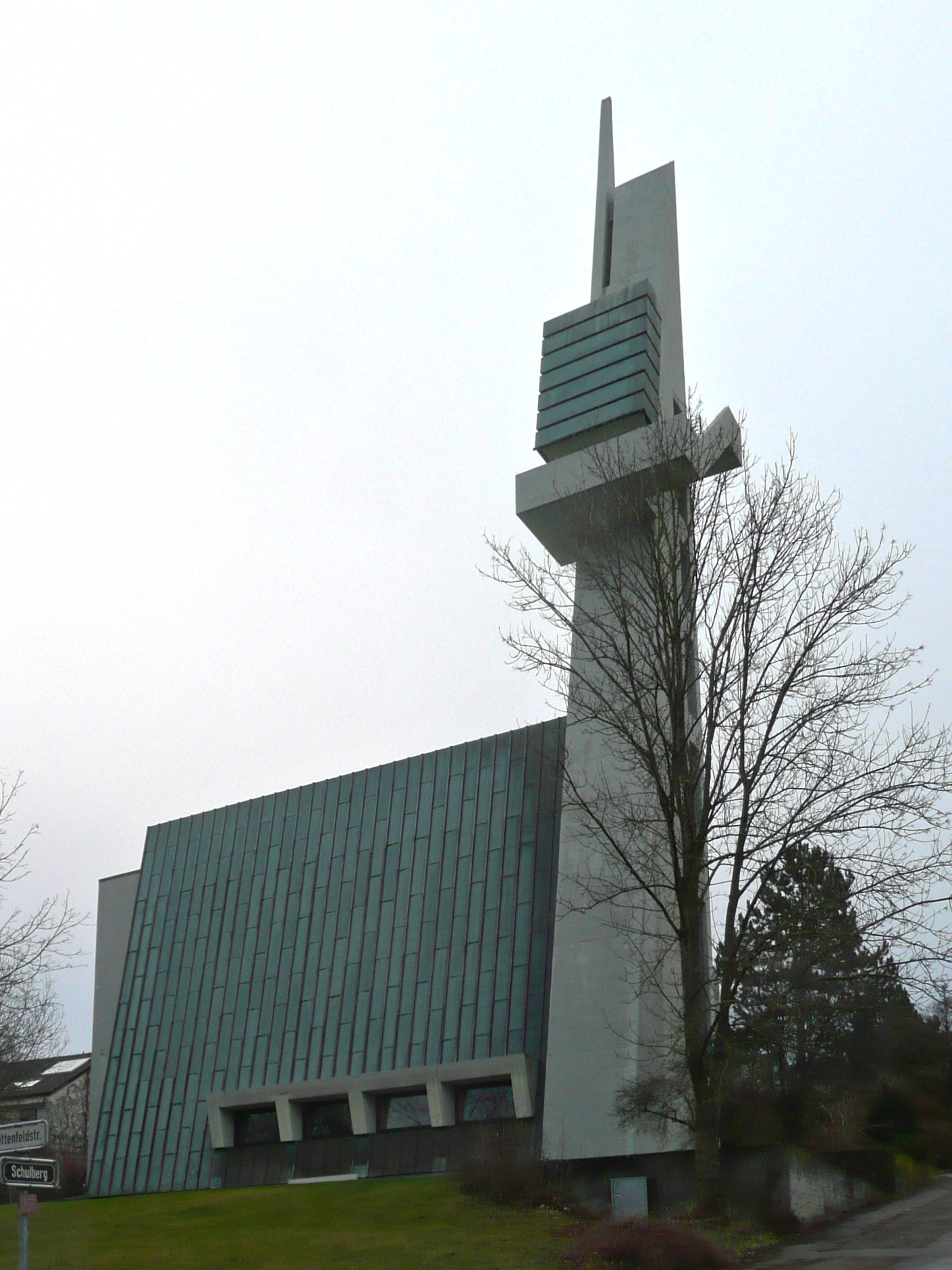
Andreä-Kirche, Göppingen-Jebenhausen, 1965.

### Edifici civili

#### Edifici pubblici
- Bruchsal: area di servizio sull'autostrada
- Güglingen: palazzo comunale
- Marbach am Neckar: palazzetto per manifestazioni culturali
- Neckarsulm: Deutsches Zweirad- und NSU-Museum[26]
- Oberstaufen: stabilimento di cura
- Talheim: palazzo comunale
- Weingarten: Pädagogische Hochschule[27]

#### Edifici e centri commerciali
- Berlino: edificio ad uso commerciale
- Heilbronn: Cassa di risparmio locale
- Leoben: centro commerciale
- Neckarsulm: Cassa di risparmio locale
- Plochingen: centro commerciale e Cassa di risparmio locale

#### Centri sportivi
- Bruck an der Mur: palazzetto dello sport
- Eisenerz: piscina coperta
- Trofaiach: scuola e centro sportivo

#### Edifici ad uso ufficio ed abitativo, complessi residenziali
- Schwäbisch Gmünd
- Stoccarda
- Plochingen-Stumpenhof

Un elenco dettagliato degli edifici si trova in uno degli scritti di Heinz Rall:
| Anno      | Link all'immagine (ove disponibile)                                          | Descrizione | Luogo                                                                  |  |
| --------- | ---------------------------------------------------------------------------- | --- | ---------------------------------------------------------------------- |  |
|           | Edificio ad uso commerciale                                                  | | Berlino, Kurfürstendamm                                                |  |
|           | Progetti di immobili ad uso abitativo                                        | | Berlino                                                                |  |
|           | Area di servizio sull'autostrada Bruchsal ovest                              | | Bruchsal                                                               |  |
|           | Palazzetto dello sport                                                       | | Bruck an der Mur (Steiermark), Schillerstraße 11                       |  |
|           | Piscina coperta                                                              | In seguito radicalmente ristrutturata ed ampliata, denominata poi Vitalbad.                                                      | Eisenerz (Steiermark), Hans-von-der-Sann-Straße 24                     |  |
|           | Cassa di risparmio locale                                                    | | Heilbronn, Am Wollhaus 14                                              |  |
|           | Centro commerciale                                                           | | Leoben (Steiermark)                                                    |  |
|           | Deutsches Zweirad- und NSU-Museum                                            | | Neckarsulm                                                             |  |
|           | Cassa di risparmio locale                                                    | | Neckarsulm                                                             |  |
|           | Stabilimento di cura                                                         | | Oberstaufen                                                            |  |
|           | Centro commerciale e filiale della Cassa di risparmio di Esslingen-Nürtingen | | Plochingen, Am Fischbrunnen 3                                          |  |
|           | Complesso residenziale                                                       | Comprende circa 500 unità abitative. Architetti: Heinz Rall, Hans Röper e Hahn. Vincitore del primo premio al concorso del 1953. | Plochingen-Stumpenhof                                                  |  |
|           | Residenze per anziani                                                        | | Schwäbisch Gmünd                                                       |  |
|           | Immobili ad uso ufficio ed abitativo                                         | | Stoccarda, Birkenwaldstraße                                            |  |
|           | Scuola e centro sportivo                                                     | | Trofaiach (Steiermark)                                                 |  |
|           | Pädagogische Hochschule                                                      | Architetti: Heinz Rall, Antero Markelin.                                                                                         | Weingarten, Kirchplatz 2                                               |  |
| 1952-1954 | Scuola elementare                                                            | Architetto: Hans Volkart, collaboratore: Heinz Rall.                                                                             | Marbach am Neckar                                                      |  |
| 1956-1957 | Palazzetto per manifestazioni culturali Schillerhöhe                         | Architetti: Heinz Rall e Hans Röper.                                                                                             | Marbach am Neckar, Schillerhöhe 12                                     |  |
| 1958-1961 | Jamtalhütte                                                                  | Architetti: Heinz Rall e Hans Röper.                                                                                             | Collocato a 2165 metri d'altezza sul versante austriaco del Silvretta. |  |
| 1976      | Zehntscheuer                                                                 | Ricostruzione della Banca popolare. Architetto: Heinz Rall, collaboratore: Christian Deplewski.                                  | Güglingen, Deutscher Hof 1                                             |  |
| 1977-1983 | Deutscher Hof                                                                | | Güglingen, Deutscher Hof                                               |  |
| 1979-1981 | Herzogskelter                                                                | In seguito trasformato in Bürgersaal, ristorante ed albergo.                                                                     | Güglingen, Marktstraße 1                                               |  |
| 1982      | Palazzo comunale                                                             | | Talheim, Rathausplatz 18                                               |  |
| 1986      | Palazzo comunale                                                             | Restauro ed ampliamento | Güglingen, Marktstraße 19-21                                           |  |
| 2005-2008 | Römermuseum                                                                  | Restauro e trasformazione dell'antico palazzo comunale nel museo romano di Güglingen. Architetti: Heinz Rall, Dieter Schmid.     | Güglingen, Marktstraße 18                                              |  |

Verso la metà degli anni settanta l'architetto Rall si dedicò al progetto di risanamento del centro storico di Güglingen, nell'ambito del quale ristrutturò, rinnovò o fece costruire numerosi edifici.

### Risanamento del centro storico di Güglingen
Werner Marquardt, il parroco della Mauritiuskirche, chiesa da ristrutturare come molti edifici di Güglingen, rimase talmente impressionato dalla costruzione nel 1965 dell'Andreä-Kirche di Göppingen-Jebenhausen ad opera di Heinz Rall, da richiedere assolutamente l'intervento dell'architetto per il risanamento del centro storico di Güglingen. Rall accettò l'incarico. Nel 1974, durante un incontro in loco con il parroco Marquardt, il sindaco Manfred Volk ed il conservatore dei beni architettonici Bodo Cichy, l'architetto apprese l'intenzione della Banca popolare di Güglingen di abbattere il fatiscente Zehntscheuer (Fienile della decima) per edificare al suo posto un moderno edificio per la banca. Rall elaborò una proposta alternativa per la ristrutturazione dell'edificio medioevale ai fini della conservazione del patrimonio storico. La Banca popolare accettò la proposta ed il fienile venne completamente rinnovato ed adattato alle esigenze dell'istituto di credito.
Con la ristrutturazione nel 1976 dello Zehntscheuer iniziò la prima fase del risanamento del centro storico, decretato dal sindaco e dal consiglio comunale a partire dal 1972 in base alla legge sulla valorizzazione urbanistica. Il centro cittadino avrebbe dovuto essere rivalutato attraverso la costruzione e la ristrutturazione di spazi per negozi, servizi ed uffici ma anche di abitazioni graziose e l'inserimento di una zona pedonale. Il Zehntscheuer era parte del Deutscher Hof, un complesso del XVI secolo che venne pure risanato e ristrutturato insieme alle costruzioni circostanti. All'abbellimento contribuirono una fontana e l'inserimento di varie opere d'arte.

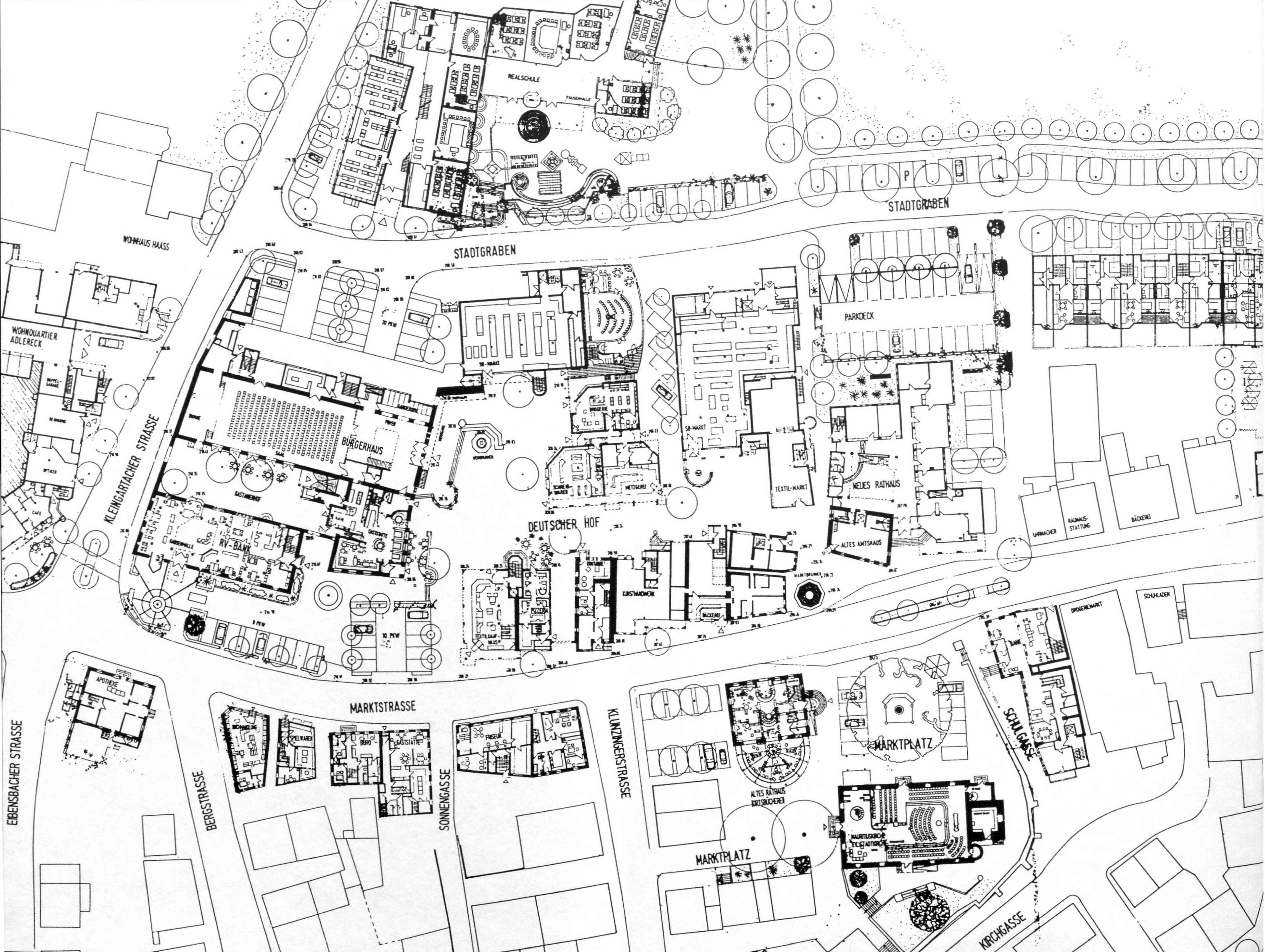
Progetto di risanamento del centro storico di Güglingen dell'architetto Heinz Rall, 1976.
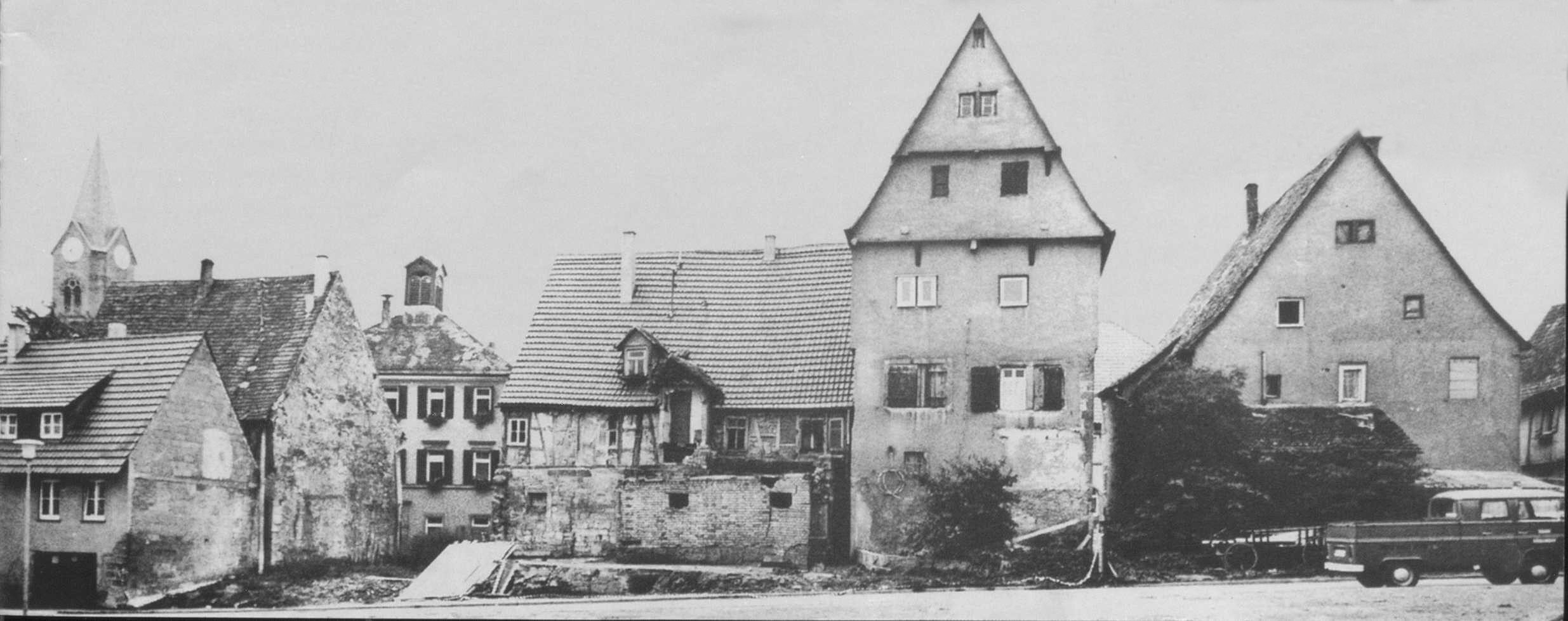
Deutscher Hof prima della ristrutturazione, Güglingen, 1975.
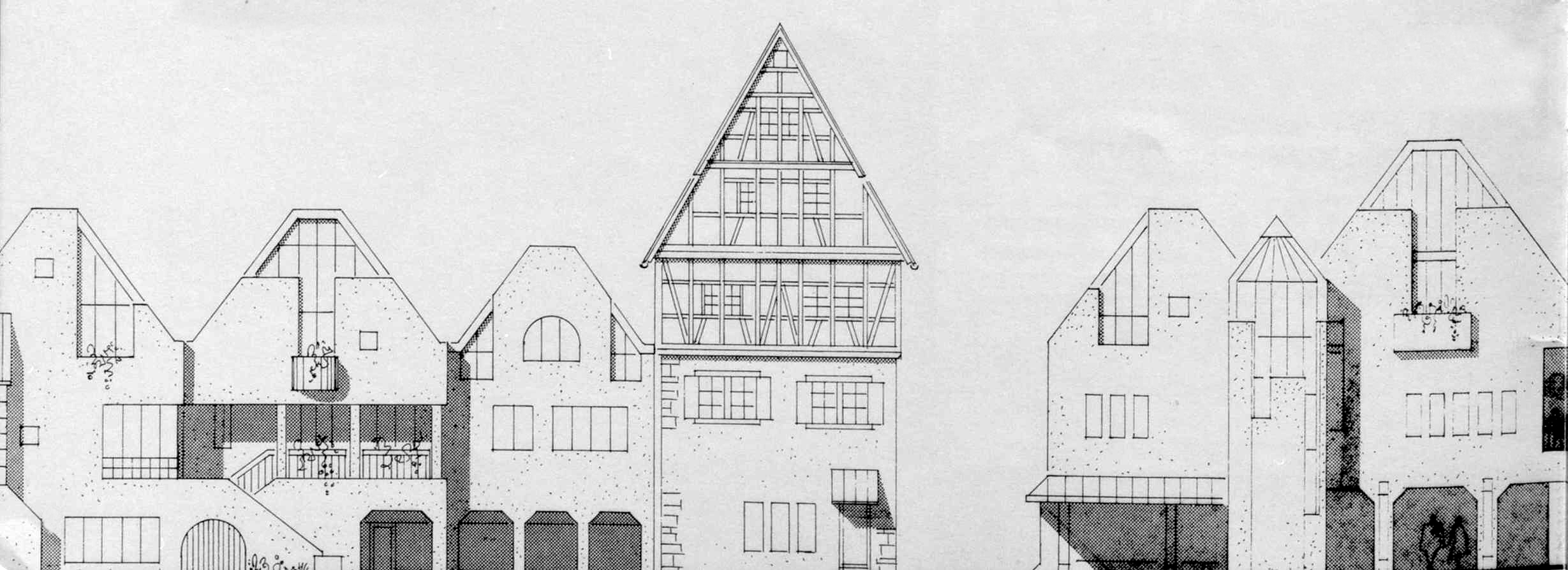
Deutscher Hof, Güglingen, progetto frontale dell'architetto Heinz Rall, 1976.
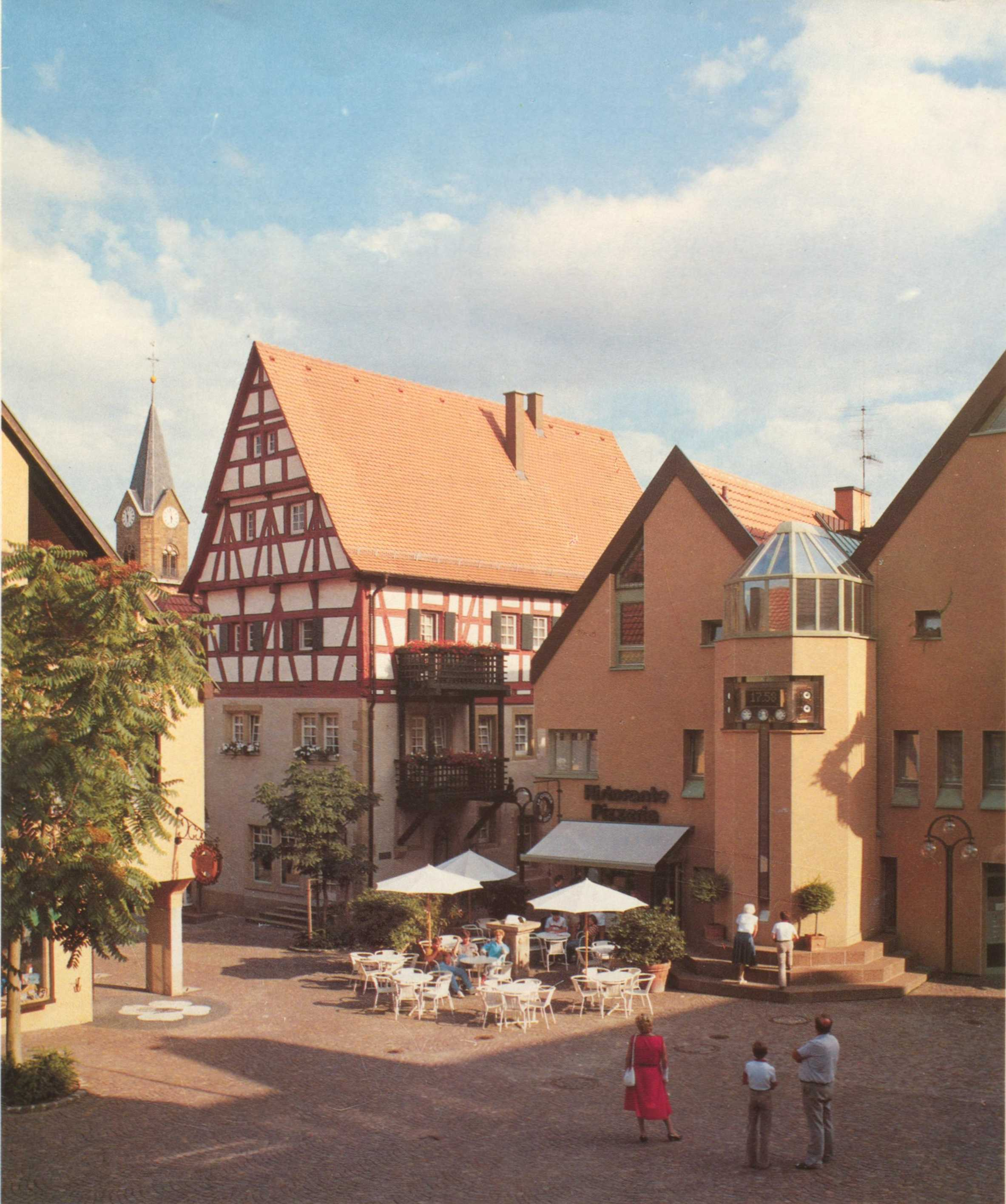
Deutscher Hof dopo la ristrutturazione, Güglingen, 1983.
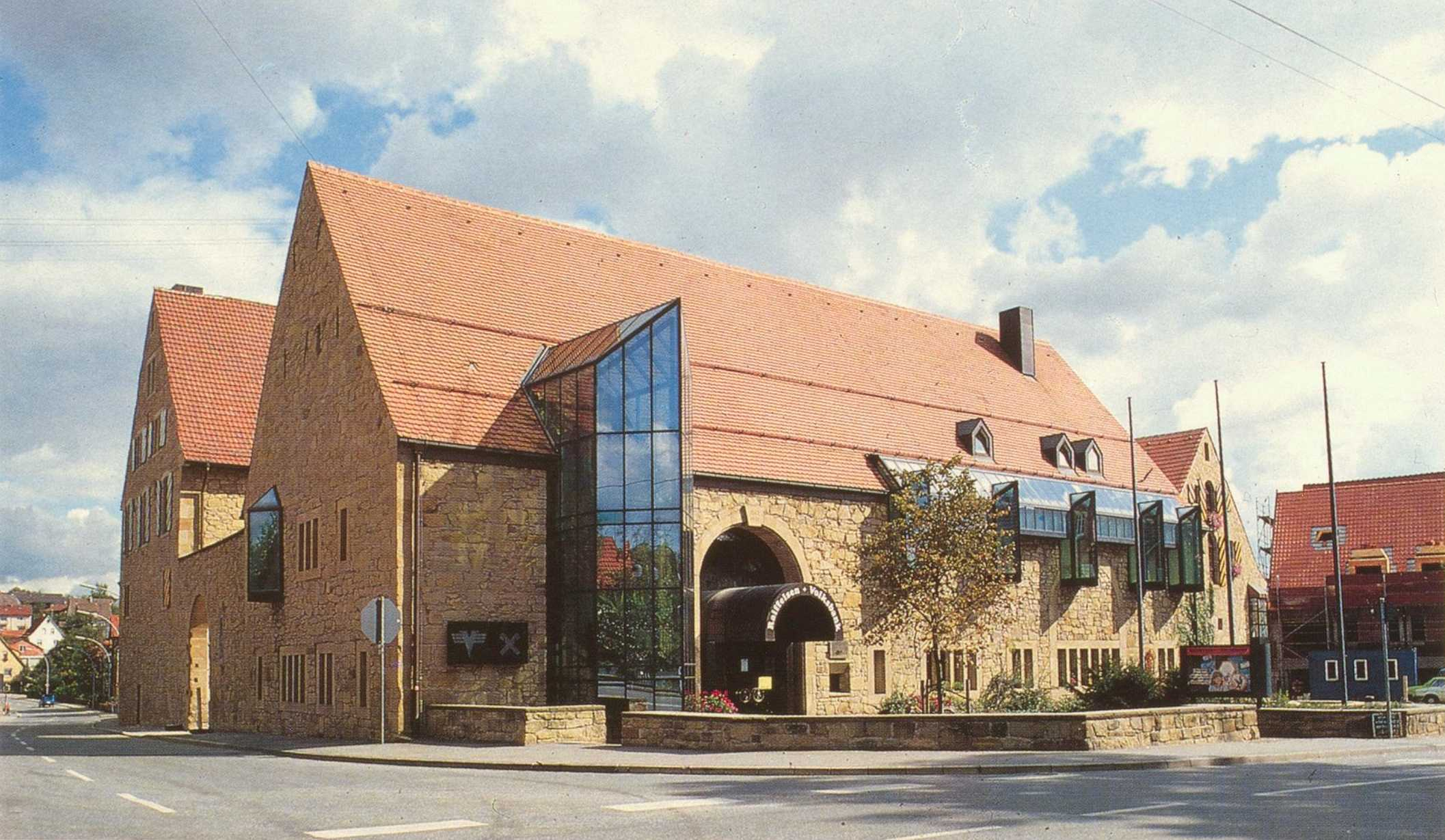
Zehntscheuer (Fienile della decima) dopo la ristrutturazione, sede della Banca popolare di Güglingen, 1978.
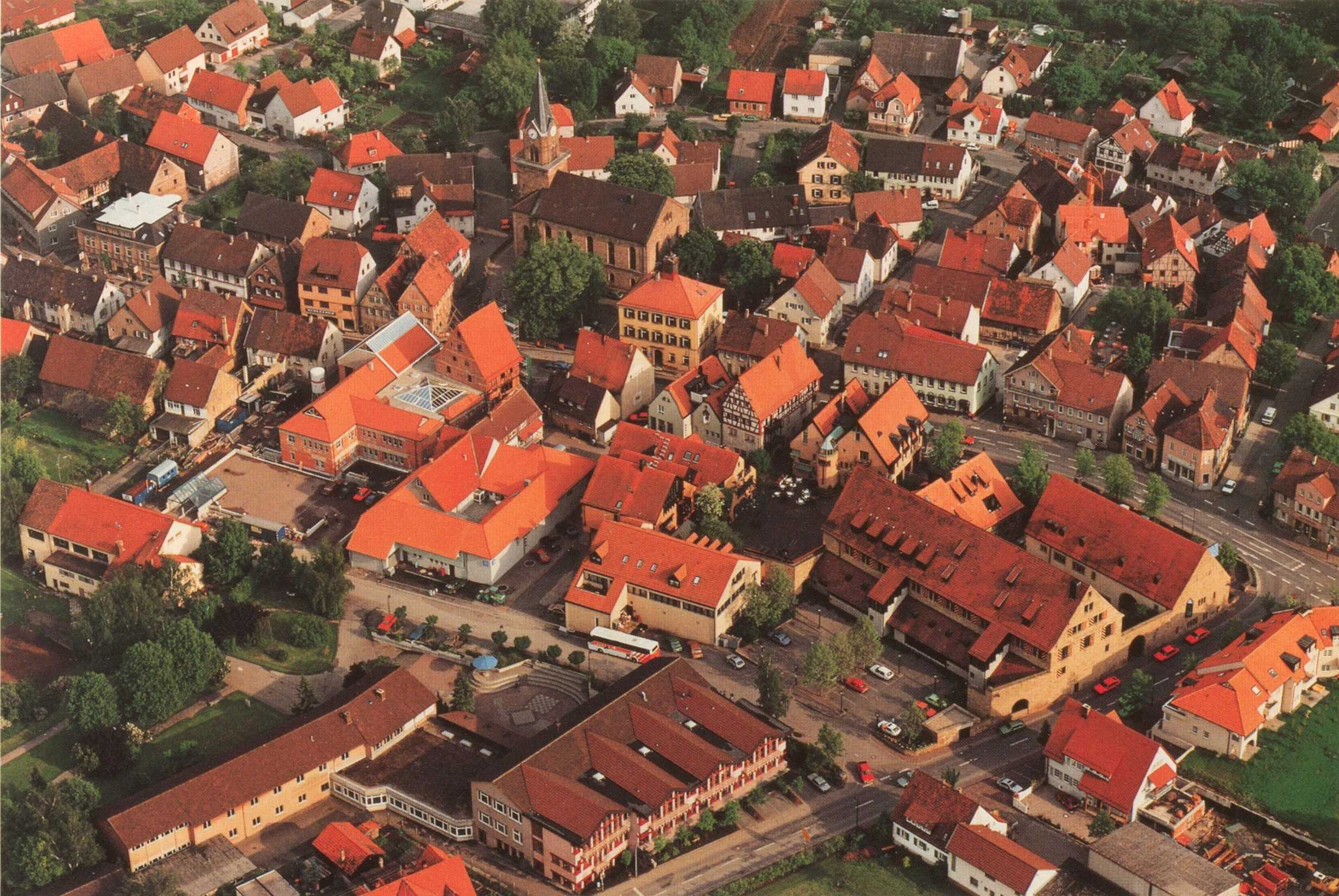
Centro storico di Güglingen dopo il risanamento, 1977-1983.

Quando fu noto il successo del primo risanamento, la città dal 1979 si impegnò ad espandere la zona da ristrutturare nell'ambito della legge per la valorizzazione urbanistica. Nel 1983 venne autorizzato il secondo intervento di ristrutturazione del centro storico, con conseguente ampliamento della zona di risanamento.
Grazie al risanamento, un'altra zona del centro cittadino avrebbe potuto essere rivalutata, avrebbe ricevuto un nuovo impulso e «riconquistato l'originaria importanza di sito commerciale e residenziale». L'antica Amtshaus sulla piazza del mercato venne ristrutturata e trasformata in palazzo comunale, ampliata attraverso l'aggiunta di un edificio. Le strutture adiacenti alla piazza del mercato vennero rimodernate e ristrutturate come abitazioni. Lungo la strada Kleingartacher Straße, diretta verso il centro cittadino, vennero costruiti il centro per anziani Gartacher Hof e spazi per uffici e per abitazioni. La scuola Realschule venne ampliata attraverso un avancorpo per classi specializzate e l'antico ristorante Adler trasformato in Adlereck.
Per intero l'architetto Rall, il «mentore e creatore della prima ora», «plasmò lo sviluppo e l'aspetto di Güglingen in modo determinante», come osservò retrospettivamente il sindaco di Güglingen Klaus Dieterich durante una cerimonia di commemorazione del 2010. Alle parole del sindaco lo storico locale Horst Seizinger aggiunse che l'architetto era stato un'autentica fortuna per la città, sia come mecenate, sia come persona che come promotore indimenticabile.

### Arte negli spazi cittadini
All'interno della progettazione del risanamento del centro storico di Güglingen, e tramite la fondazione dell'associazione Bürgerstiftung Kunst für Güglingen, Heinz Rall inserì l'arte negli spazi cittadini, cui collaborò attivamente e come consulente anche la sua futura moglie Ursula Stock, scultrice e pittrice. Secondo Manfred Volk, il sindaco della città, l'arte si sviluppava negli spazi pubblici «al passo della ristrutturazione urbanistica ed architettonica tanto che, in maniera quasi impercettibile, l'architetto con altri artisti e seguaci fece radicare l'arte negli spazi pubblici, educando i cittadini ad una ricettività critica nei confronti dell'arte stessa».

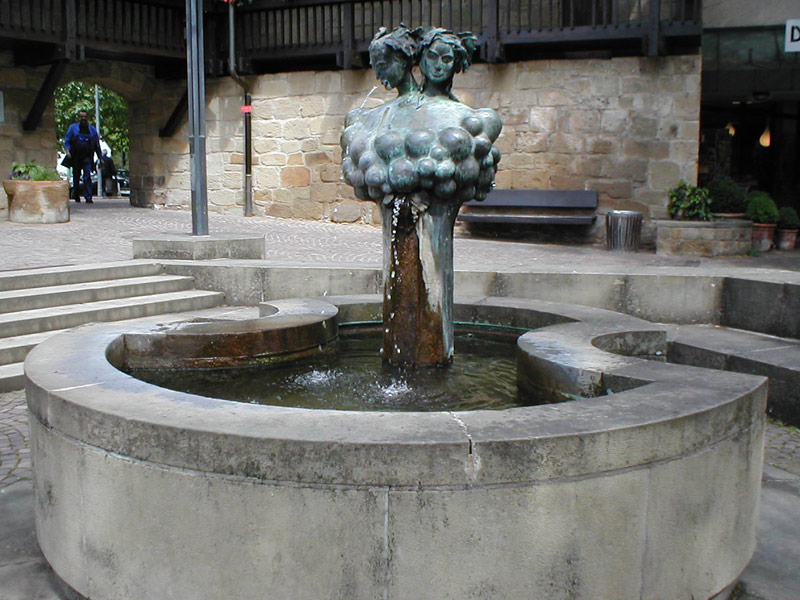
Weinbrunnen, di Ursula Stock, bronzo, 1979, Güglingen, Deutscher Hof

L'architetto Rall per l'allestimento artistico degli spazi cittadini si attenne ai seguenti principi:
- «Un ausilio importante per la significatività di questa città è l'integrazione con l'arte. I lavori di artisti contemporanei, i reperti archeologici ed i prodotti artigianali conferiscono al centro storico il proprio carattere specifico».[43]
- La maggior parte degli artisti era stata coinvolta nel progetto già durante la fase iniziale. Al posto di un concetto purista, la pluralità di stili del nostro tempo porta prestigio ed ottiene una vasta gamma di espressioni artistiche.[44]

Il Deutscher Hof, insieme allo Herzogskelter ed allo Zehntscheuer vennero restaurati per primi e valorizzati con opere d'arte. Sulla piazza, in onore della viticoltura locale, venne installata la Weinbrunnen, la fontana che produce vino ed acqua, creata da Ursula Stock, autrice anche degli affreschi all'interno dello Herzogskelter, sulla cui facciata vennero inseriti rilievi romani. Davanti alla Banca popolare, l'ex fienile, venne collocata la scultura del Guardiano (Der Wächter) di Richard Hess, mentre la porta d'ingresso della banca venne dotata delle maniglie artistiche in bronzo Povero e ricco (Arm und Reich) create da Guido Messer.
Gli edifici circostanti vennero parimenti rivalutati attraverso l'arte: dai rilievi su facciata degli Embleme di Lee Babel, al Lichtkinetische Uhr, l'orologio elettronico dagli effetti ottici ed acustici di Walter Giers, alle sculture Güglinger Bacchus di Jürgen Goertz, Figurengruppe di Joachim Schmettau e Steinzeitung dei coniugi Kubach-Wilmsen, oltre ad ulteriori opere di Ursula Stock.
Anche dopo la prima fase del risanamento erano state installate opere d'arte nei luoghi pubblici. In totale vennero collocate oltre quaranta opere.

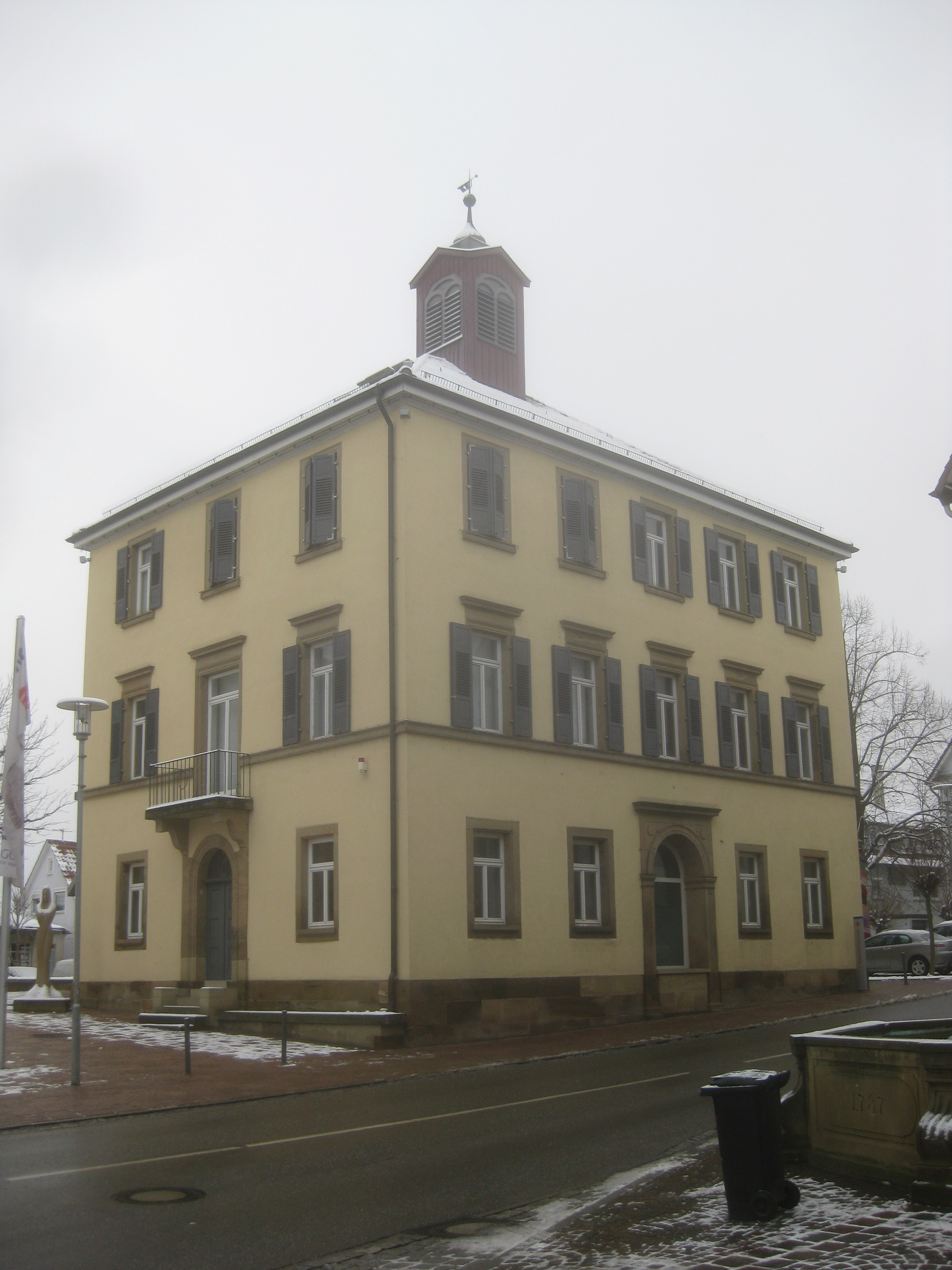
Il Römermuseum di Güglingen

### IlRömermuseumdi Güglingen
Dopo il passaggio al terzo millennio la nuova zona industriale Ochsenwiesen/Steinäcker conflisse in parte con la straordinaria 
eredità romana di Güglingen. Il gran numero di reperti ritrovati nei vicini scavi archeologici doveva essere esposto presso un museo. Si scelse di collocare il Römermuseum, ossia il museo romano, presso il vecchio palazzo comunale, che prima avrebbe tuttavia dovuto essere adeguatamente ristrutturato e risanato. L'architetto Rall nel 2005 mise gratuitamente a disposizione i progetti per la ristrutturazione e provvedé con una generosa donazione finalizzata allo scopo, quale incentivo economico.
I lavori di ristrutturazione vennero fatti iniziare un anno dopo la morte di Heinz Rall, nel novembre 2007, sotto la guida dell'architetto Dieter Schmid e terminarono nell'aprile 2008.
Il museo, allestito in base al moderno punto di vista didattico, divenne un'attrattiva culturale della città, insieme all'area all'aperto del mitreo presso il luogo del primo ritrovamento archeologico.
Una sala del museo venne intitolata a Heinz Rall e destinata ad ospitare periodicamente mostre particolari

### Pubblicazioni
- (DE) Heinz Rall, Kirchliches Bauen in der Wohnstadt, in Walther Heyer (a cura di), Evangelische Kirchenbautagung Stuttgart 1959 : zehnte Tagung für evangelischen Kirchenbau vom 1. bis 5. Oktober 1959, Berlin, 1959,  pp. 68-74, ISBN non esistente, LCCN 74283146, OCLC 3296687.
- (DE) Heinz Rall, Gemeindehäuser in Montage-Bauweise, in Kunst und Kirche, vol. 25, Darmstadt e New York, Das Beispiel e Springer, 1962,  p. 77, ISSN 0023-5431 (WC · ACNP), LCCN 71025126, OCLC 8536692.
- (DE) Heinz Rall, Zum Kirchenbau des letzten Jahrzehnts, in Verein für Christliche Kunst in der evangelischen Kirche Württembergs (a cura di), Evangelische Kirchen und christliche Kunst in Württemberg 1957-1966 : ein Querschnitt : Jahresgabe 1966 für die Mitglieder des Vereins für christliche Kunst in der evangelischen Kirche Württembergs, Stuttgart, Der Verein, 1966,  pp. tre pagine non numerate, tavole 48, 60, 61, 64, 65, ISBN non esistente, OCLC 41435617.
- (DE) Ursula Tschohl-Stock e Heinz Rall, Ursula Stock : Skulpturen, Bilder, Zeichnungen 1982 - 86, a cura di Galerie Valentien, Stuttgart, Valentien, 1986, ISBN non esistente, OCLC 311687895.
- (DE) Heinz Rall, Das Güglinger Palmtuch, a cura di Güglingen, Güglingen, Die Stadt, 1988, ISBN non esistente, LCCN 90196363, OCLC 29595342.
- (DE) Heinz Rall, Güglingen - Kunst im Stadtraum, a cura di Stadt Güglingen, Güglingen, Güglingen, 1990, ISBN non esistente, OCLC 312038059.
- (DE) Heinz Rall, 25 Jahre evangelischer Kirchenbau Rall und Partner, 1955 - 1980, Stuttgart, Forum Verl., 2001, ISBN 978-3-8091-1086-6, OCLC 174750871.
- (DE) Heinz Rall, Historische Kirchen im Zabergäu und Umgebung, a cura di Zabergäuverein und Verein für Kirche und Kunst, Stuttgart, Forum Verl., 2003, ISBN 978-3-8091-1088-0, OCLC 69982321.
- (DE) Heinz Rall, Vorgestern über dem tunesischen Bergland abgeschossen ... ein Zeitzeuge erinnert sich, contributi di Hans Röper e Karl-Heinz Nitzsche, Heidelberg, Ed. Braus im Wachter-Verl., 2004, ISBN 978-3-89904-128-6, OCLC 180884576.
- (DE) Heinz Rall, Herzogskelter Güglingen, Kreis Heilbronn. Künstlerische Beiträge der Stadtkernsanierung (1977–81) von Ursula Stock, Güglingen, s.n., s.d., ISBN non esistente.

### Illustrazioni fotografiche
L'architetto Rall contribuì con le proprie foto a diversi cataloghi, anche postumi, della moglie Ursula Stock. In alcuni di essi utilizzò come pseudonimo il secondo nome, firmandosi «Rico Rall».
- (DE) Ursula Tschohl-Stock, Ursula Stock : Skulpturen, Bilder, Zeichnungen 1982 - 86, a cura di Galerie Valentien, foto di Heinz Rall, Stuttgart, Valentien, 1986, ISBN non esistente, OCLC 311687895.
- (DE) Ursula Stock e Günther Wirth, Ursula Stock : Skulpturen, Bilder, Zeichnungen 1986 - 88, foto di Heinz Rall, Güglingen, s.n., 1988, ISBN non esistente.
- (DE) Ursula Stock, Güglingen : künstlerische Beiträge von Ursula Stock; 1978-1990, [künstlerische Beiträge zur Stadtsanierung], Bönnigheim, Wachter, 1991, ISBN non esistente, OCLC 312073296.
- (DE) Ursula Stock, Jahreszeiten-Brunnen Talheim Kreis Heilbronn, foto di Heinz Rall, Güglingen, s.n., 1992, ISBN non esistente.
- (DE) Helmut Herbst, Ursula Stock : Skulpturen, Zeichnungen, 1989-1994, foto di Heinz Rall, Heilbronn, Kreissparkasse, 1994, ISBN non esistente, OCLC 793346247.
- (DE) Ursula Stock, MM. Millenio – Millenia – Millennium. Brunnen Rathausplatz Sigmaringen-Laiz, foto di Heinz Rall, Güglingen, s.n., 2000, ISBN non esistente.
- (DE) Ursula Stock, Ursula Stock - Brandenburger Torheiten, a cura di Industrie-Pensions-Verein <Berlin>, foto di Heinz Rall, Güglingen, Stock, 2004, ISBN non esistente, OCLC 741015049.
- (DE) Ursula Stock, Ursula Stock - Irrgarten möbliert, s.l., s.n., 2007, ISBN non esistente, OCLC 315939570.
- (DE) Ursula Stock, Lebensbaum. Abgezweigt + aufgepfropft. 1988–2008, foto di Heinz Rall, Güglingen, Ursula Stock, 2008, ISBN non esistente.

### Vita ed opere
- (DE) Walter Kuppel e Manfred Rehm, Güglingen – irgendwann – jetzt Bilder einer deutschen Kleinstadt, Güglingen, Stadtverwaltung Güglingen, 1982,  pp. 44-51, 54-60, ISBN 978-3-9800648-6-6, OCLC 74593190.
- (DE) Stadt Güglingen (a cura di), Güglingen : Erneuerung einer Stadt, Güglingen, ca. 1985,  pp. 5, 8-10, 12-13, 16 (illustrazioni), ISBN non esistente, OCLC 313683450.
- (DE) Bernd Uter, Güglingen und sein schönes Land, in Schönes Schwaben, n. 1, Tübingen, Silberburg-Verlag, 1994,  pp. 12-17, ISSN 0931-2323 (WC · ACNP), OCLC 42462336.
- (DE) Claudia Wachter, Charlotte Ruck e Peter Koch, Zabergäu : zwischen Stromberg und Heuchelberg, Brackenheim, AgentK, 2002,  pp. 68-73, ISBN 978-3-935474-01-6, OCLC 76374347.
- (DE) Güglingen (a cura di), 30 Jahre Stadtsanierung Güglingen : Jubiläumsmagazin, Güglingen, Stadt Güglingen, 2002, ISBN non esistente, OCLC 315085263.
- (DE) Ulrich Pantle, Leitbild Reduktion : Beiträge zum Kirchenbau in Deutschland von 1945 bis 1950, Stuttgart, Universität Stuttgart, 2003,  pp. 61, 355-356, ISBN non esistente, OCLC 62143770.
- (DE) Claudia Wachter, Ulrike Maushake e Brigitte Hentschke, Zabergäu : Lebenswert und Eigenart, Brackenheim, AgentK, 2005,  pp. 146-153, ISBN 978-3-935474-03-0, OCLC 172728482.
- (DE) Michael Ohnewald, Der Architekt Mit dem Mut zur Größe, in Stuttgarter-Zeitung.de, Stuttgart, 11 aprile 2006. URL consultato l'8 aprile 2014 (archiviato dall'url originale il 13 aprile 2014).
- (DE) Kerstin Besemer, Ein echter Glücksfall für die Stadt, in Stimme.de, Heilbronn, 19 ottobre 2010. URL consultato l'8 luglio 2014.
- (DE) Landesarchiv Baden-Württemberg (a cura di), Der Landkreis Heilbronn. 2, B, Die Gemeinden, historische Grundlagen und Gegenwart (Fortsetzung) : Ilsfeld bis Zaberfeld, Ostfildern, Thorbecke, 2010,  p. 523, ISBN non esistente, OCLC 730000153.
- (DE) Ursula Stock, 2010 In Memoriam Heinz R A L L 1920-2006, contributi di Sabine Leutheußer, Werner Marquardt, Horst Seizinger, Gerhard Koch, Dietrich Wintterlin, Hans Röper, Güglingen, 2010, ISBN non esistente.
- (DE) Enrico De Gennaro, Führer durch das Römermuseum Güglingen und die Archäologische Freilichtanlage, Zaberfeld, DeGennaro, Enrico, 2010,  p. 3, ISBN 978-3-9812803-2-6, OCLC 699633342.
- (DE) Das Güglinger Palmtuch, su kirchenbezirk-brackenheim.de, Kirchengemeinde Güglingen. URL consultato l'8 luglio 2014.

### Edifici
- (DE) Wilhelm Tiedje, Volksschule in Marbach a. N., in Der Baumeister. Monatshefte für Architektur und Baupraxis, München etc., G.D.W. Callwey etc., 1956,  pp. 287-293, ISSN 0005-674X (WC · ACNP), LCCN 12013287, OCLC 715244809.
- (DE) Pfarrer Zündel (a cura di), Auferstehungskirche, Tuttlingen, Tuttlingen, 5 giugno 1966.
- (DE) Klaus Ehrlich, Neue Kirchbauten in Stuttgart und Sindelfingen, erneuerte Kirchen und ländliche Siedlungen, in Walther Heyer (a cura di), Evangelische Kirchenbautagung, Stuttgart, 1959; zehnte Tagung für evangelischen Kirchenbau vom 1. bis 5. Oktober 1959, Arbeitsausschuss des Evangelischen Kirchbautages, Berlin, 1959,  pp. 181-192, 182, 184, 188-190, ISBN non esistente, OCLC 3296687.
- (DE) Karl Philippi, Die evangelische Christuskirche in Sindelfingen, Sindelfingen, Röhm, 1959, ISBN non esistente, OCLC 313077528.
- (DE) Evangelisches Pfarramt der Stephanuskirche Stuttgart-Bad Cannstatt (a cura di), Festschrift zur Einweihung der Stephanuskirche Stuttgart-Bad Cannstatt am 9. Oktober 1960, Stuttgart, 1960, ISBN non esistente, OCLC 313757553.
- (DE) Pauluskirche : (zur Einweihung der Evangelischen Pauluskirche in Stuttgart am 24. September 1961), Stuttgart, 1961, ISBN non esistente, OCLC 312845168.
- (DE) Richard Biedrzynski, Die Stephanuskirche in Stuttgart-Bad Cannstatt, in Kunst und Kirche, vol. 24, n. 4, Darmstadt e New York, Das Beispiel e Springer, 1961,  pp. 1, 145-151, ISSN 0023-5431 (WC · ACNP), LCCN 71025126, OCLC 8536692.
- (DE) Karl Philippi e Ernst-Wolfgang Morel, Stätte der Sammlung und Sendung: Das evangelische Gemeindezentrum Johanneskirche Sindelfingen, eingeweiht am 12. Mai 1963, Sindelfingen, Röhm, 1963, ISBN non esistente, OCLC 314537438.
- (DE) Paul Gerhardt-Kirche in Böblingen/Württ, in Kunst und Kirche, vol. 26, Darmstadt e New York, Das Beispiel e Springer, 1963,  pp. 25-27, ISSN 0023-5431 (WC · ACNP), LCCN 71025126, OCLC 8536692.
- (DE) Alfred Simon (a cura di), Nr. 77 (Paul-Gerhardt-Kirche Böblingen), in Bauen in Deutschland, 1945-1962, contributi di Friedrich Spengelin e Gerhart Laage, Hamburg, Bund Deutscher Architekten, 1963, ISBN non esistente, LCCN 73258513, OCLC 6605696, SBN VEA0097962.
- (DE) Evangelisches Pfarramt Leonberg-Ramtel (a cura di), Festschrift zur Einweihung der evangelischen Versöhnungskirche Leonberg-Ramtel : am Sonntag, 26. September 1965, Leonberg, 1965, ISBN non esistente, OCLC 315015047.
- (DE) Wanderndes Gemeindehaus in Berlin. Als montierbares "Provisorium" für die Württembergische Landeskirche entworfen von Architekt Dipl.Ing. Heinz Rall, Stuttgart, in Kunst und Kirche, vol. 28, Darmstadt e New York, Das Beispiel e Springer, 1965,  p. 183, ISSN 0023-5431 (WC · ACNP), LCCN 71025126, OCLC 8536692.
- (DE) Evangelische Kirchengemeinde Plochingen (a cura di), Paul-Gerhardt-Kirche Plochingen Stumpenhof, Plochingen, 1966, ISBN non esistente, OCLC 315211552.
- (DE) Gemeindezentrum Johannes-Kirche in Sindelfingen-Eschenried/Württ, in Kunst und Kirche, vol. 29, n. 1, Darmstadt e New York, Das Beispiel e Springer, 1966,  pp. 1, 9-13, ISSN 0023-5431 (WC · ACNP), LCCN 71025126, OCLC 8536692.
- (DE) Evang. Versöhnungskirche in Calw-Heumaden/Württ, in Kunst und Kirche, vol. 32, Darmstadt e New York, Das Beispiel e Springer, 1969,  pp. 150-153, ISSN 0023-5431 (WC · ACNP), LCCN 71025126, OCLC 8536692.
- (DE) Evangelische Gartenstadtgemeinde (a cura di), Evangelische Gartenstadtgemeinde Stuttgart-Untertürkheim-Luginsland : (Festschrift anläßlich der Einweihung des evangelischen Gemeindezentrums in der Gartenstadt, Sonntag, den 30. März 1969; zugleich Wegweiser durch die Gemeinde), Stuttgart-Untertürkheim, Evangelisches Pfarramt an der Gartenstadtkirche, 1969, ISBN non esistente, OCLC 312586949.
- (DE) Gerhard Langmaack, Evangelischer Kirchenbau im 19. und 20. Jahrhundert. Geschichte, Dokumentation, Synopse, Kassel, Johannes-Stauda-Verlag, 1971,  pp. 104, 117, 150, ISBN non esistente, LCCN 72308156, OCLC 479390.
- (DE) Das Münster : Zeitschrift für christliche Kunst und Kunstwissenschaft, vol. 25, Regensburg, Schnell & Steiner, 1972,  p. 39, ISSN 0027-299X (WC · ACNP), LCCN 52026730, OCLC 231009380.
- (DE) Hugo Schnell, Der Kirchenbau des 20. Jahrhunderts in Deutschland : Dokumentation, Darstellung, Deutung, München und Zürich, Schnell und Steiner, 1973,  pp. 149, 169, 172, 204, 214, ISBN 978-3-7954-0400-0, LCCN 75407300, OCLC 1099478.
- (DE) Joachim Schlüter, Ein paar Viertele retteten die Zehntscheuer. Güglingen: Die Geschichte einer ganz ungewöhnlichen Stadtkernsanierung, in Sonntag aktuell : d. siebte Ausgabe Ihrer Zeitung s, (Ausgabe Zeitungsmarkt Stuttgart), n. 21, Stuttgart, Stuttgarter Presseunion, 7 ottobre 1979,  p. 6, OCLC 225701413. ISSN non esistente.
- (DE) Lieselotte Bopp, 20 Jahre Christuskirche Esslingen-Zollberg, 25 Jahre Wichernhaus Esslingen-Zollberg : 1963-1983, 1958-1983, a cura di Evang. Kirchengemeinde Esslingen-Zollberg, Esslingen-Zollberg, 1983,  pp. 10-15, ISBN non esistente, OCLC 312848594.
- (DE) Evangelische Kirchengemeinde Leonberg-Ramtel (a cura di), 20 Jahre Versöhnungskirche, 25 Jahre Evangelische Kirchengemeinde Leonberg-Ramtel, s.l., 1985, ISBN non esistente, OCLC 313988275.
- (DE) Fritz Heimberger e Gerhard Betsch, sulla Paul-Gerhardt-Kirche Böblingen, in Kirchen im Landkreis Böblingen, Kurt Gramer (Foto), München, Schnell & Steiner, 1990,  p. 10, ISBN 978-3-7954-0725-4, OCLC 71265532.
- (DE) Robert Stratmann, 25 Jahre Versöhnungskirche in Heumaden : 1965-1990; Festschrift, Calw-Heumaden, Evangelische Kirchengemeinde, 1990, ISBN non esistente, OCLC 312286598.
- (DE) Barbara Kahle, sulla Christuskirche Esslingen-Zollberg, in Deutsche Kirchenbaukunst des 20. Jahrhunderts, Darmstadt, Wissenschaftliche Buchgesellschaft, 1990,  p. 120, ISBN 978-3-534-03614-1, LCCN 91117918, OCLC 23871552.
- (DE) Evangelisches Pfarramt Güglingen (a cura di), Mauritiuskirche Güglingen Evangelische Stadtkirche, Güglingen, Evang. Pfarramt, 1991, ISBN non esistente, OCLC 75258381.
- (DE) Hermann Schick, Geschichte der Stadt Marbach am Neckar, Bd. 2. (1871-1959), Marbach am Neckar, Schillerverein, 1992,  p. 286, ISBN non esistente, OCLC 75347579.
- (DE) Joachim Hahn e Manfred Reiner, Paul-Gerhardt-Kirche, in Evangelische Kirchen in Plochingen, Plochingen, Evang. Kirchengemeinde Plochingen, 1993,  pp. 26-30, ISBN non esistente, OCLC 312541917.
- (DE) Gilbert Lupfer, Architektur der fünfziger Jahre in Stuttgart, Tübingen, Silberburg, 1997,  pp. 386, 456 nota 659, ISBN 978-3-87407-249-6, LCCN 97182401, OCLC 245645151.
- (DE) Böblingen, Amt für Stadtentwicklung und Städtebau (a cura di), Paul-Gerhardt-Kirche Böblingen, in Architektur und Stadtplanung in Böblingen : ein Architektur-Führer durch Böblingen und Dagersheim, Böblingen, Baudezernat Böblingen, Amt für Stadtentwicklung und Städtebau, 2003,  p. 27, ISBN non esistente, OCLC 314949132.
- (DE) Susanne Schmidt, Architekturführer Böblingen : Architektur im Landkreis Böblingen 1900-2005, a cura di Architektenkammer Baden-Württemberg, Kammergruppe Böblingen, Sindelfingen, Röhm, 2005, ISBN 978-3-937267-12-8, OCLC 69105358.
- (DE) Hans-Reinhart Ziegler, 40 Jahre Versöhnungskirche Leonberg Ramtel 1965-2005, a cura di Evang. Kirchengemeinde Leonberg-Ramtel, Leonberg-Ramtel, 2005, ISBN non esistente, OCLC 314827785.
- (DE) Sigrid Günther, Eisenerz Bergstadt im Wandel, Erfurt, Sutton, 2006,  p. 8, ISBN 978-3-89702-938-5, OCLC 180895143.
- (DE) Leutkirch, Evangelische Stadtpfarrkirche (Umbau), in Ulm und Oberschwaben, vol. 55, Ulm, Verein für Kunst und Altertum in Ulm und Oberschwaben und Stadt Ulm, 2007,  pp. 330-332, ISSN 0342-2364 (WC · ACNP), LCCN 91640140, OCLC 14389027.
- (DE) Sabine Friedrich, Blaue Fensterrahmen und ein Proteststurm, in Stimme.de, Heilbronn, Heilbronner Stimme, 27 giugno 2008. URL consultato il 2 agosto 2014.
- (DE) Evangelische Christuskirchengemeinde <Sindelfingen> (a cura di), 50 Jahre Christuskirche, Red.: Ingrid Balzer et al., Sindelfingen, Sindelfingen Evang. Christuskirchengemeinde, 2009,  pp. 10-16, 31, 54, ISBN non esistente, OCLC 701498062.
- (DE) Rolf Waldvogel, Evangelische Dreifaltigkeitskirche in Leutkirch mit Gedächtniskirche, Lindenberg, Kunstverl. Fink, 2011, ISBN 978-3-89870-709-1, OCLC 773363075.
- (DE) Simone Meyder, Sichtbeton, Faserzement und Glas. Kulturdenkmale der  1960er und 1970er Jahre, in Denkmalpflege in Baden-Württemberg, Stuttgart, Landesdenkmalamt Baden-Württemberg, 2013,  pp. 227-232, ISSN 0342-0027 (WC · ACNP), LCCN 73642274.
- (DE) Claudia Breinl, 2014 flüssig/fest: Beton als Material und Idee im Kirchenbau (Jahreskalender), a cura di EKD-Inst. für Kirchenbau und kirchliche Kunst der Gegenwart an der Philipps-Univ. Marburg, Marburg, s.n., 2013, ISBN non esistente, OCLC 869920322.
- (DE) Kunst im Stadtraum von Güglingen, su buergerstiftung-kunst-gueglingen.de. URL consultato il 21 luglio 2014 (archiviato dall'url originale il 25 maggio 2014).
- (DE) Jamtalhütte, su jamtalhuette.at. URL consultato il 28 luglio 2014.